# Historia de la farmacia

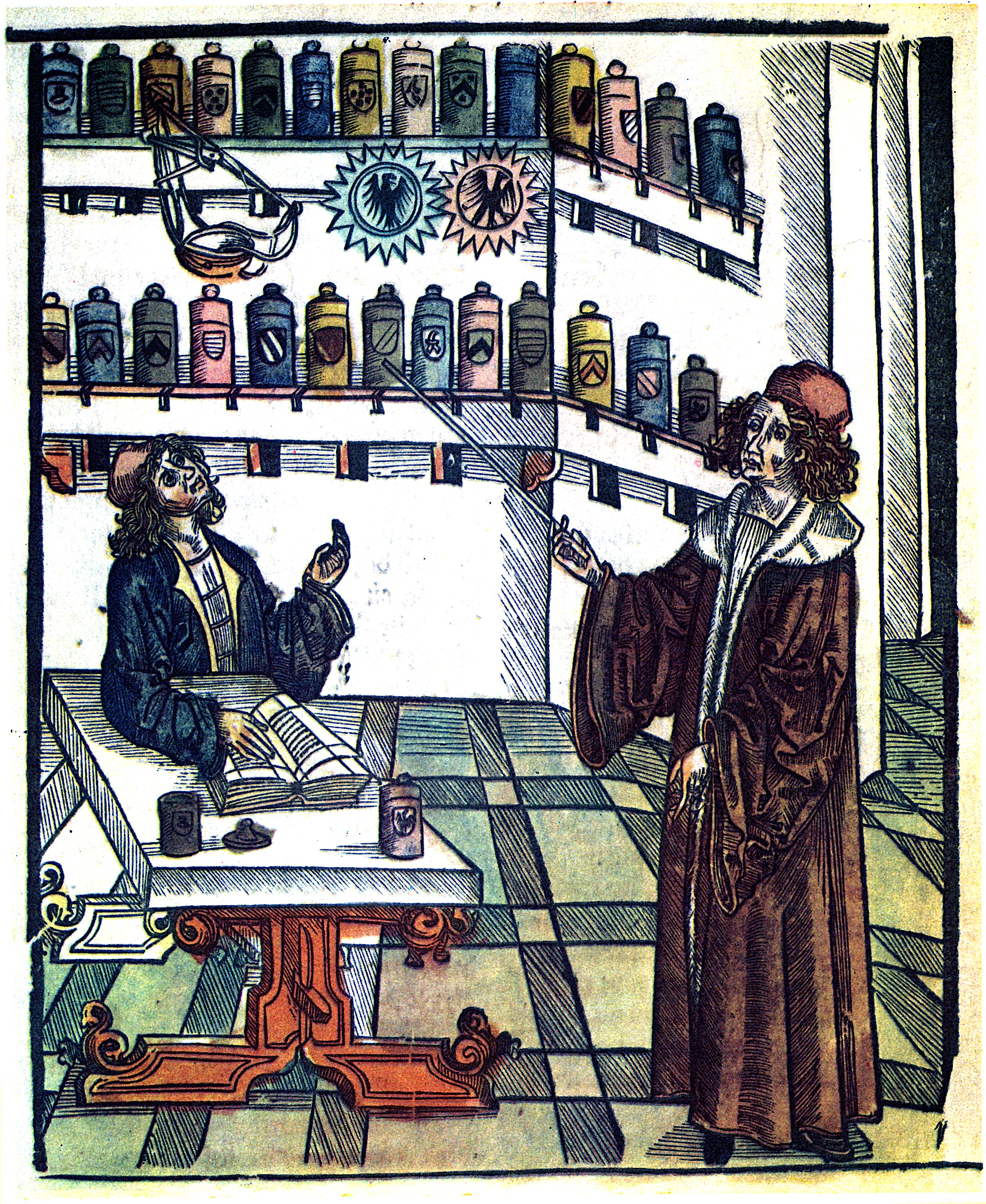
Doctor y farmacéutico. Das Buch des Lebens, por Marsilius Ficinus. Florencia, 1508.

La historia de la farmacia es el estudio de la evolución histórica de la farmacia y la farmacéutica. Por lo tanto, los historiadores de la farmacia se ocupan principalmente de la historia de los medicamentos, de la farmacoterapia, de las farmacias y boticas y de la industria farmacéutica, así como de las personas que influyeron en el campo.
La historia de la farmacia utiliza los métodos de la historia y también forma parte de la historia de la ciencia. La farmacia como ciencia independiente es relativamente joven. Los orígenes de la historiografía farmacéutica se remontan al primer tercio del siglo XIX que es cuando aparecen las primeras historiografías que si bien no toca todos los aspectos de la historia farmacéutica son el punto de partida para el definitivo arranque de esta ciencia.
Hasta el nacimiento de la farmacia como ciencia independiente, existe una evolución histórica, desde la Antigüedad clásica hasta nuestros días que marca el curso de esta ciencia, siempre relacionada con la medicina (Véase: Historia de la medicina).

## Farmacia prehistórica

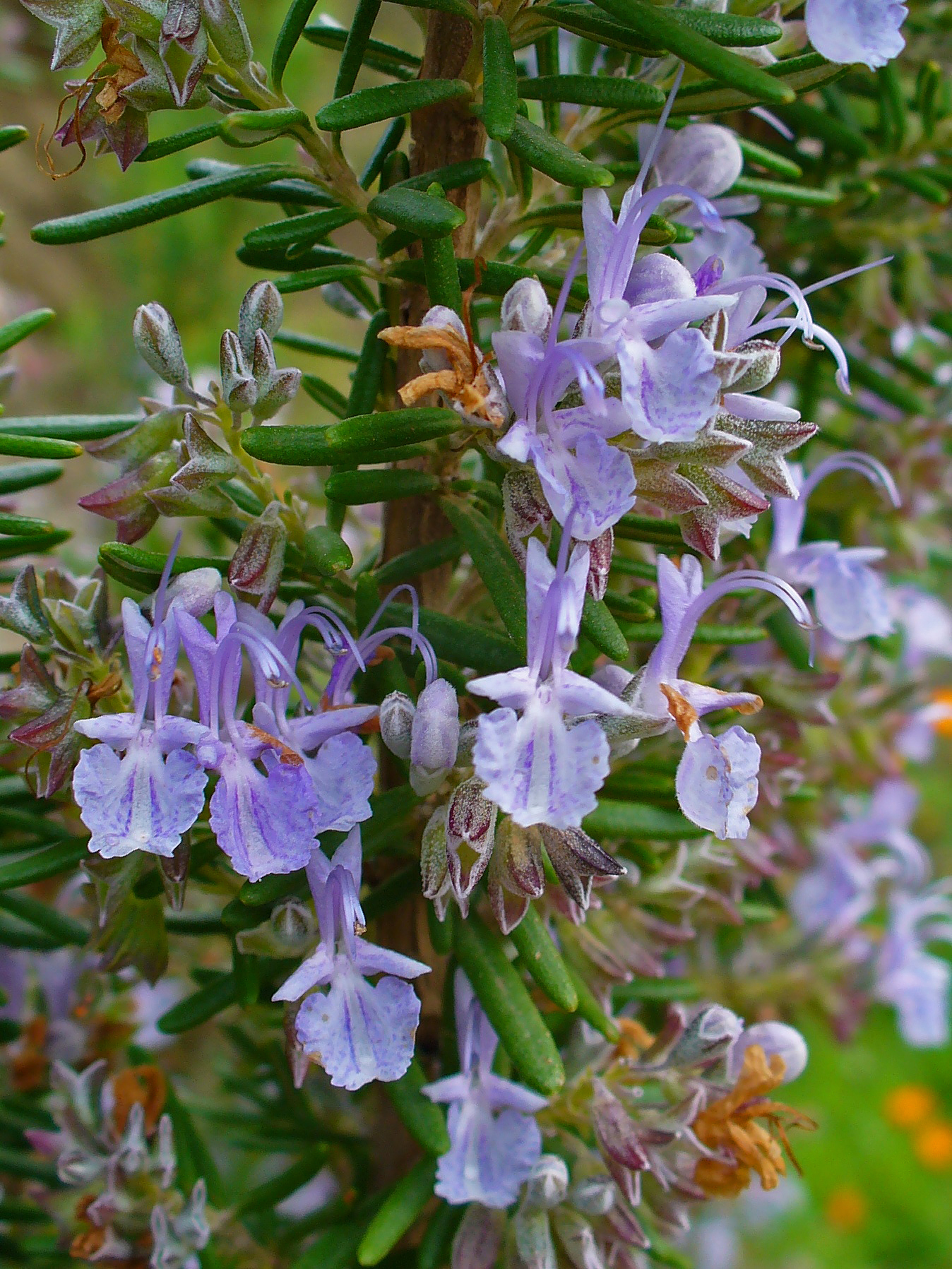
Plantas como el romero pudieron haber sido usadas con propósitos medicinales por los pueblos prehistóricos.

Estudios paleopatológicos y etnológicos registran el uso de plantas medicinales en la prehistoria. Por ejemplo, se encontraron restos de hierbas en la sepultura de un hombre de Neandertal en la cueva de Shanidar. El hongo yesquero del abedul (Fomitopsis betulina), comúnmente encontrado en ambientes alpinos, pudo haber sido usado como laxante por pueblos prehistóricos del norte de Europa, ya que se sabe que provoca breves episodios de diarrea cuando se ingiere, y se encontró entre las posesiones de un hombre momificado.  El humano prehistórico aprendió técnicas farmacéuticas por instinto, al observar animales; y al usar agua fría, hojas, tierra o lodo como agentes calmantes.

## Edad Antigua
En el tercer milenio antes de Cristo se inicia el desenvolvimiento simultáneo en: India, Mesopotamia, Egipto y China. Entre los fármacos que se utilizaron están: el ruibarbo, el opio y la efedra de China.

### Mesopotamia
En Mesopotamia existen testimonios del uso y preparación de medicamentos de más de cuatro mil años. 
Los inicios de los textos farmacéuticos fueron escritos en tablillas de arcilla por los mesopotámicos.  Los sumerios llevaron a cabo las primeras operaciones farmacéuticas (desecación, pulverización, molienda, prensado, filtración, decantación, etc) y propusieron formas farmacéuticas como pomadas, lociones, cataplasmas, enemas, infusiones, vinos, emplastos, etc. 
Babilonia, un estado dentro de Mesopotamia, proporcionó la práctica más antigua conocida de administrar una botica, es decir, una farmacia. De hecho en la cultura babilónica-asiria están los primeros indicios de detectar la peligrosidad y dosificación de las sustancias administrándoselas a esclavos. Utilizaban ungüentos a base de planta haoma para una bebida sagrada, belladona contra los espasmos o excrementos humanos como curativos. Junto al enfermo se encontraban un sacerdote, un médico y un farmacéutico para atender sus necesidades.

### Egipto

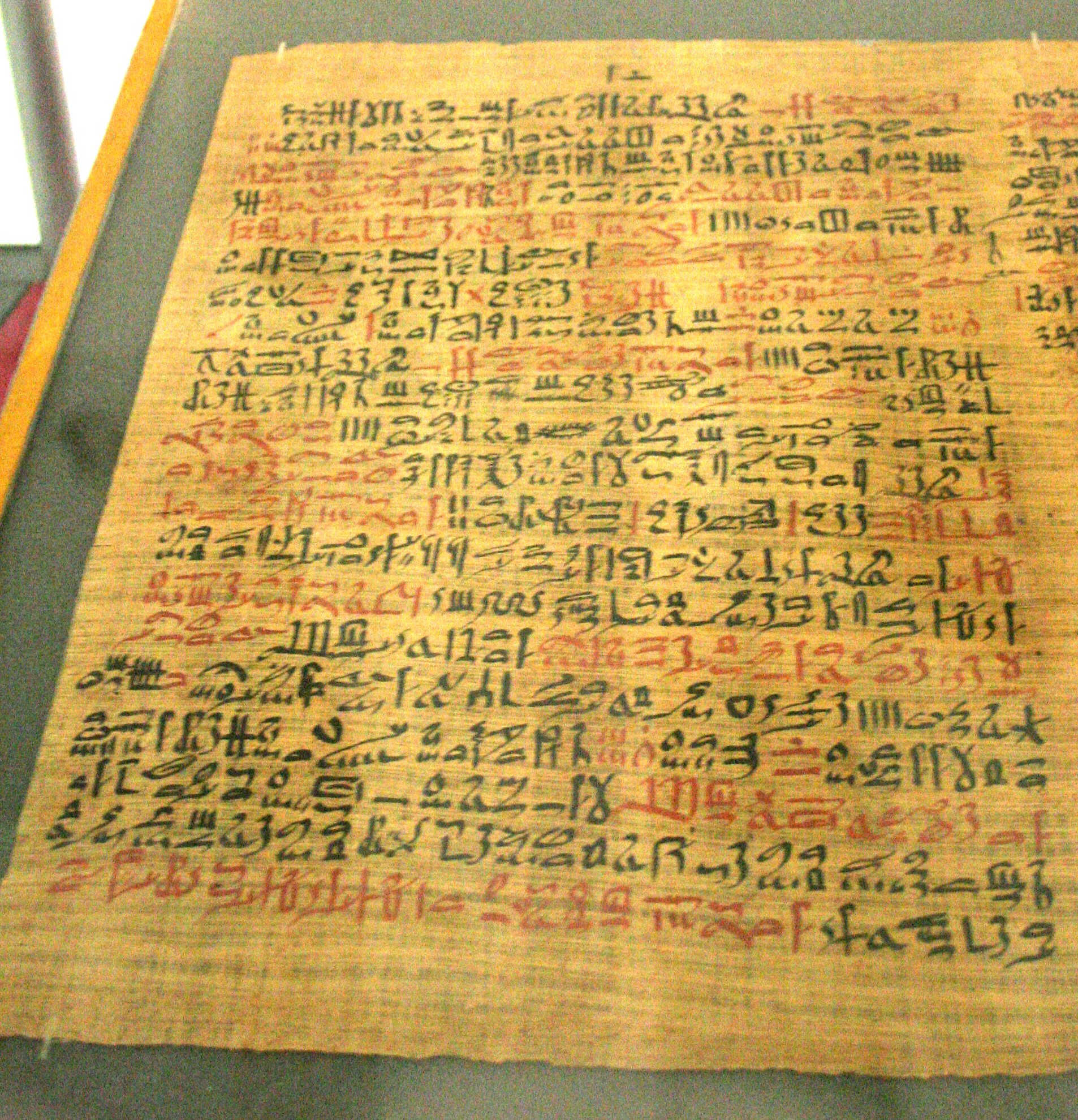
Papiro Ebers

El conocimiento farmacológico del Antiguo Egipto fue registrado en varios códices como el Papiro Ebers del 1550 a. C. o el Papiro Edwin Smith del siglo XVI a. C. Estos papiros describen la sintomatología y la prescripción para una enfermedad, así como los principios activos de plantas, animales y minerales, los alimentos que los contienen (leche, vino, miel…) y la formulación y preparación de medicamentos. Además, establecían unas pautas de administración de los medicamentos, a saber de uso interno (tisanas, decocciones, maceraciones, píldoras…) y de uso externo (cataplasmas, ungüentos, emplastos, colirios, pomadas, inhalaciones…). Las enfermedades más comunes eran las oftálmicas, parasitarias y enfermedades de bajo vientre que se trataban con supositorios, enemas o laxantes. Los procedimientos torácicos se trataban con inhalaciones y las enfermedades de la piel con ungüentos. Como herramientas de trabajo usaban molinos de mano, morteros, tamices fabricados con papiro, balanzas, y para la conservación: recipientes de barro, vidrio, alabastro y serpentina, así como cajas de madera.

### Grecia y mundo helenístico

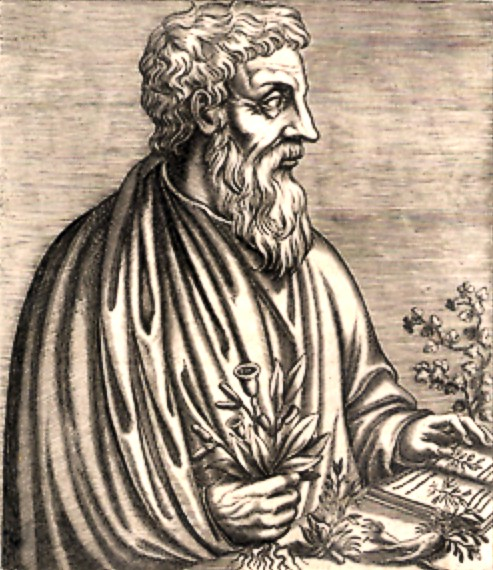
Pedanio Dioscórides Anazarbeo

En la Antigua Grecia había una separación entre el médico y el herborista. El deber de este último era suministrar materias primas a los médicos para hacer medicamentos, ya que no existía la figura del farmacéutico como tal. En este período se hace notar la influencia religiosa, aunque se inicia la medicina racional con Alcmeón de Crotona. Según Edward Kremers y Glenn Sonnedecker, "antes, durante y después de la época de Hipócrates existió un grupo de expertos en plantas medicinales (rhizotomoi). Probablemente el representante más importante de estos rhizotomoi fue Diocles de Caristo (siglo IV a.C.). Se le considera la fuente de todos los tratados farmacoterapéuticos griegos entre la época de Teofrasto y Dioscórides."
Alrededor del 100 a. C. el rey Mitrídates VI se interesó en el arte del envenenamiento, así como en las formas de prevenirlo y contrarrestarlo para evitar posibles intentos de asesinato. El monarca usó a prisioneros y a sí mismo como sujetos de prueba para experimentar con diferentes venenos y antídotos. El resultado fue el mitridato, una triaca que le permitió inmunizarse. A la práctica de suministrar dosis no letales de veneno para desarrollar cierta inmunidad se le denomina mitridatismo, que a su vez es una forma de hormesis. El enciclopedista romano Aulio Cornelio Celso registró en su obra De Medicina la composición del mitridato.

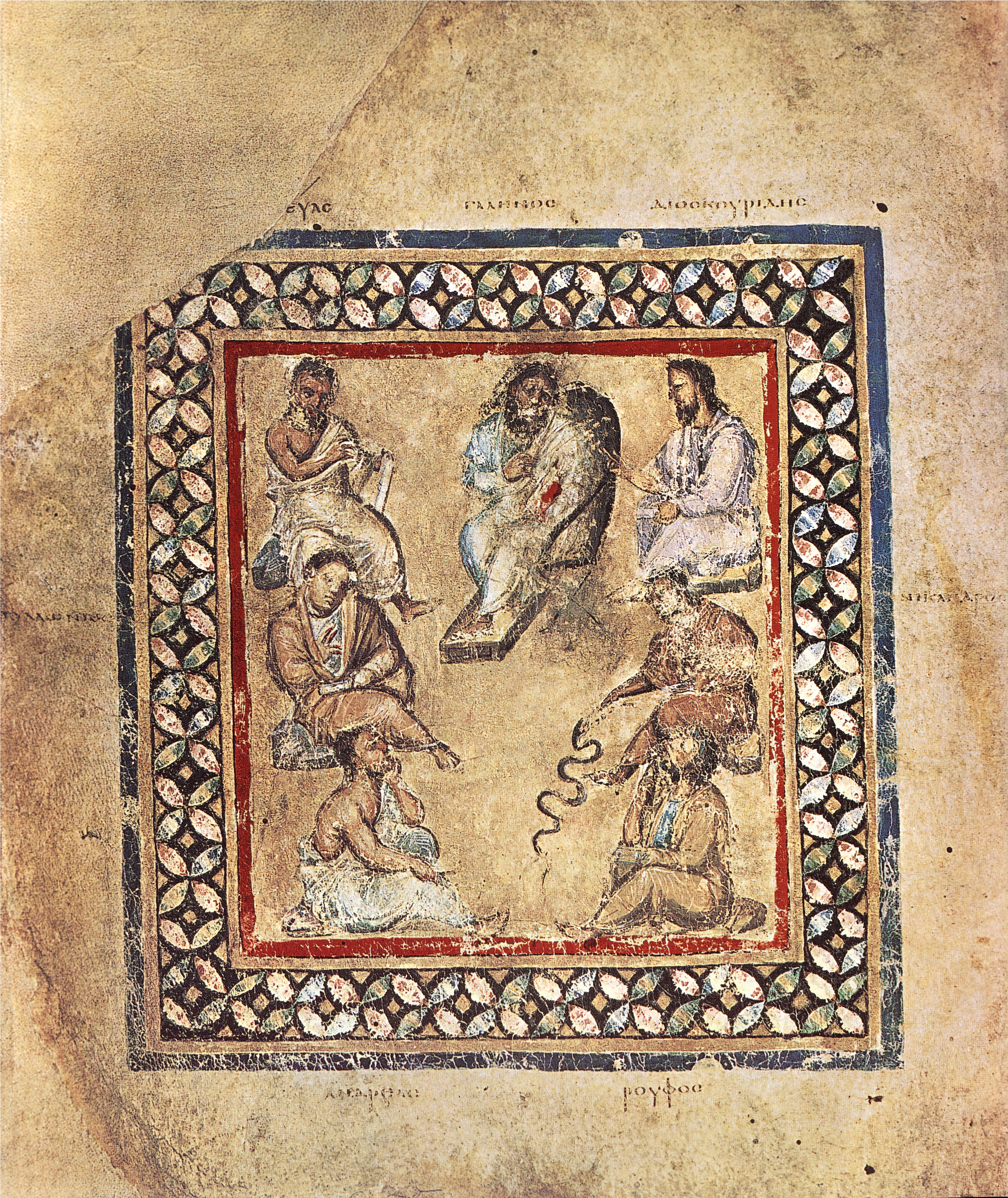
Una miniatura en el Dioscórides de Viena representando a unos médicos. Cratevas está en la esquina superior izquierda, junto a Galeno.

El médico y farmacólogo Cratevas (111-64 a. C.) escribió un herbario de tres volúmenes llamado Rhizotomica (τὰ Ῥιζοτομούμενα, Rhizotomoúmena), en el cual describió las propiedades de varias plantas conocidas por los griegos. También hizo una versión simplificada de su obra para el público en general, con las plantas en orden alfabético e ilustraciones a color. Plinio el Viejo le da el crédito a Cratevas de ser el primero en proporcionar ilustraciones en las descripciones de plantas, aunque se queja de que las imágenes que conocía eran frecuentemente engañosas. Se cree que Cratevas estuvo al servicio de Mitrídates VI, aunque fuentes supervivientes de la Antigüedad mencionan que solo se contactaban por correspondencia y que el médico acreditó al monarca el descubrimiento de una planta llamada mithridation en su honor. Dicha planta no se ha podido identificar, aunque algunos eruditos la han asociado a Dorstenia tambourissa o Erythronium dens-canis.

### Roma
En la Antigua Roma Galeno da las bases técnicas para la preparación de las principales formas farmacéuticas y se conocen los primeros auxiliares de la medicina: Rizotomos, Farmacopolos, los picmentarios y los ungüentarios. Se distinguen igual que en Egipto los fármacos de uso externo (pomadas, esparadrapos, ungüentos…) y los de uso interno (infusiones, decocciones, fermentaciones…) y se descubre la “terra sigillata”, que permite crear pastillas preparadas con la base de una arcilla blanca (el Bolus alba, actualmente identificada como caolín) y empastadas con sangre de cabra. 
Escribonio Largo, un médico del siglo I d. C. al servicio del emperador Claudio, escribió en el año 47 la obra De Compositione Medicamentorum (Sobre la composición de los medicamentos): una compilación de 271 prescripciones tanto suyas como de sus tutores, amigos y de los médicos médicos de su época. La obra también incluye algunos remedios tradicionales, no tiene pretensiones de estilo y contiene muchos coloquialismos. Gran parte de la obra fue transcrita por Marcelo Empírico (siglo IV-V d. C.) en su De Medicamentis Empiricis, Physicis, et Rationabilibus (Acerca de los medicamentos empíricos, físicos y razonables), un compendio de botánica y preparaciones farmacológicas que se basa en el trabajo de múltiples escritores médicos y científicos, así como en remedios populares y magia. El texto de Marcelo es de gran valor por haber realizado una corrección de estilo al texto de Escribonio.
Entre los años 60 y 78 d. C. el médico griego Dioscórides escribió un tratado de cinco volúmenes llamado De materia medica, que cubre más de 600 plantas y con ello acuñó el término materia medica; para referirse a un compendio de conocimientos sobre las propiedades terapéuticas de cualquier sustancia usada para curar (es decir, medicamentos). El término materia medica se utilizó desde la época del Imperio Romano hasta el siglo XX, pero ahora ha sido reemplazado generalmente en contextos de educación médica por el término farmacología.
El hermanamiento de las profesiones de la salud, Medicina y Farmacia, queda ejemplificado de forma llamativa con Cosme y Damián (siglo III d. C.), hermanos gemelos árabes cristianos que vivían en el puerto de Égea, Cosme (médico) y Damián (boticario) ofrecían desinteresadamente sus servicios a los enfermos que los visitaban. Debido a la persecución de Diocleciano, los gemelos fueron martirizados en el 303 d. C. Por siglos su tumba en la ciudad de Cirro (Siria) fue un santuario y a partir del siglo IV se les dedicaron iglesias en Roma y en otras ciudades del Imperio. Desde entonces son considerados santos patronos de los médicos, los cirujanos y los farmacéuticos entre otras profesiones de la salud.

## Asia y América
En la Antigua China la medicina se basa en el pensamiento del Taoísmo,  con su objetivo fundamental es la inmortalidad al parecer relacionado no solo con la longevidad sino también el vivir en armonía con la naturaleza o en la búsqueda del progreso personal y colectivo. El primer libro chino sobre plantas, el Shennong Ben Cao Jing (El clásico de raíces de hierbas del divino granjero), compilado durante la dinastía Han, pero que data de una fecha muy anterior, lista 365 plantas medicinales y sus usos —incluyendo ma-huang, el arbusto del que se obtuvo originalmente la efedrina. Una literatura médica anterior incluye listas de prescripción de alimentos específicos, ejemplificada por un manuscrito llamado "Recetas para 52 alimentos" encontrado en el yacimiento arqueológico de Mawangdui sellado en 168 a. C..
En el caso de la Antigua India estuvieron influenciados por la filosofía védica, por lo que la botánica tenía una función prominente y se crearon el SOMA y el KUSA. De acuerdo con la filosofía budista, los remedios eran dulces (acónito, jengibre, lino…). La recopilación más antigua conocida de sustancias medicinales en la medicina tradicional india data de los siglos IV-III a. C. (atribuido a Súsruta, un médico del siglo VI a. C.).
En Japón, a finales del período Asuka y  principios del período Nara, los hombres que cumplían funciones similares a las de los farmacéuticos eran muy respetados. El lugar de los farmacéuticos en la sociedad está expresamente definido en el Código Taihō (701) y reformulado en el Código Yōrō (718). Se establecieron posiciones clasificadas en la corte imperial anterior al período Heian y esta estructura organizacional se mantuvo en gran parte intacta hasta la Restauración Meiji (1868). En esta jerarquía bastante estable, a los farmacéuticos —e incluso a sus asistentes— se les asignó un estatus superior a todos los demás en campos relacionados con la salud, como médicos y acupunturistas. Incluso en la residencia imperial el farmacéutico estaba clasificado arriba de los dos médicos personales del emperador.
En la América precolombina la medicina consistió en una mezcla de prácticas empíricas y mágicas de acuerdo a la concepción del mundo y de las creencias religiosas de cada pueblo. Los Muiscas, como lo incas, contaban con herbolarios y, como los aztecas, usaron el baño de orina. El listado de plantas americanas medicinales es largo, pero es ínfimo si se relaciona con el potencial biológico de regiones como la Amazonia que cuenta con 80 000 especies vegetales. Aparece la figura del Chamán o el hombre encargado de conectar la parte terrenal con la espiritual invocando espíritus, con el poder de predecir sucesos y ejercer prácticas curativas.
Entre tanto, las bases de las medicinas de la época precolombina de México, en particular de la nahua, se derivaban de la concepción del cuerpo como una reproducción a escala del universo: la cabeza en la coronilla y la planta de los pies y el piso pélvico, el punto más profundo del inframundo; el corazón y el hígado eran equivalentes del sol del día y el de la noche, respectivamente, una idea surgida de su localización inmediatamente encima y debajo del diafragma, que era considerado como la superficie de la tierra. De este modo, la salud sería el mantenimiento del equilibrio de los diversos componentes del cuerpo, y la enfermedad, su alteración debido a acciones internas y externas.
La forma más empleada de preparación de los medicamentos eran las tisanas, las infusiones obtenidas al introducir la sustancia o sustancias base en agua hirviendo, aunque también podían ser desleídas en agua tibia o fría.
La inclusión de pulque en las recetas, además de llevar consigo los principios activos que ahora reconocemos, como es el alto contenido en endorfinas, añadía las ventajas inherentes a la fermentación y al contenido en alcoholes derivado en ella.
Colirios, pomadas, ungüentos y mezclas eran formas frecuentes de aplicar los medicamentos, los mismos que, por lo general, eran manejados en fórmulas muy complejas. Algunos ejemplos registrados fueron registrados en el Códice de la Cruz Badiano.

## Edad Media (476-1453)

### Medio Oriente y mundo islámico

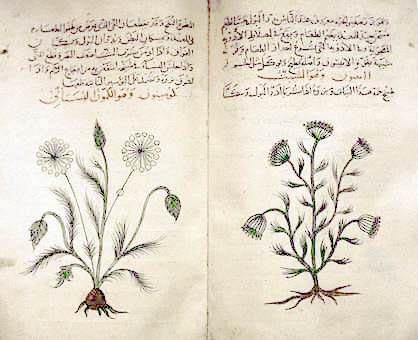
Libro árabe de medicinas simples del De Materia Medica de Dioscórides. Cumin & dill. c. 1334. Por Kathleen Cohen en el Museo británico de Londres.

El mundo islámico, el cual, si bien se inspiró en los autores griegos y romanos, no se limitó a rescatar y repetir lo que ellos habían dicho. Cabe mencionar en primer lugar, los repertorios. La expansión del Islam a Occidente promovió el contacto, y no se tardó, tanto en el califato abasí como en el de califato de Córdoba, en traducir la Materia Médica de Dioscórides y las obras farmacológicas de Galeno. Desde los primeros tiempos del Islam aparecen obras sobre medicamentos, en especial medicamentos simples, como es el Kitab al-adwia al-mufrada de Hunayn ibn Ishaq. Poco antes del año 1000, el médico y farmacólogo andaluz Abu Dawud Sulayman ibn Hassan Ibn Juljul (Gilgil), en Córdoba, participaba en una traducción en una traducción de Dioscórides y redactaba un pequeño tratado de fármacos no mencionados por dicho autor. En el siglo XIII, Ibn al-Baitar, está vez en Málaga, componía un Libro de los nombres de los alimentos y los medicamentos simples (Kitab al-yami li-mufradat al-adwiya), en el cual hacía referencia a algo más de 1400 medicamentos, expuestos por orden alfabético, con los que figuró 2324 entradas. En Bagdad se establecen las primeras farmacias (o boticas) en 754, con el califato abasí durante la Edad de Oro del islam. Para el siglo IX estas farmacias eran reguladas por el estado.
También y alrededor del año 1000 hicieron su aparición los primeros libros de farmacia propiamente dicha, en los cuales se reunían diversos recetarios, en su mayoría procedentes de los numerosos hospitales que, en todos los ámbitos del mundo islámico, tenían sus farmacias y preparaban sus medicamentos. En esos libros se explicaba la manera de elaborar correctamente las más variadas presentaciones, que iban de medicamentos de uso tópico a píldoras y pastillas, pasando por jarabes, colirios y supositorios. La destilación y la posibilidad de hacer extractos alcohólicos fue otra gran innovación. Otra novedad es que, a partir de los trabajos de Al-Kindi realizados en Bagdad en la primera mitad del siglo IX, se desarrolló un sistema de pesas y medidas que se orientaba a lograr la dosificación adecuada de los medicamentos, para garantizar al menos el peso exacto y la proporción que debían guardar las diversas sustancias.
Los avances en botánica y química llevaron a la medicina islámica a desarrollar sustancialmente la farmacología. Muhammad ibn Zakarīya Rāzi (Al-Razi o Rhazes) (865-915) promovió el uso médico de compuestos químicos. Abu al-Qasim al-Zahrawi (Abulcasis) (936-1013) fue pionero en la preparación de medicamentos por sublimación y destilación. Su Liber Servitoris (la traducción al latín del capítulo 28 de su libro Al-Tasrif) es de interés particular, ya que proporciona al lector recetas y explica cómo preparar los "simples" a partir de los cuales se componían los medicamentos complejos que entonces se usaban generalmente. 
Sin embargo, fue el médico persa cristiano Shapur ibn Sahl (m. 869) el primer médico en iniciar una farmacopea en la que describe una gran variedad de medicamentos y remedios para dolencias. Abu Rayhan Muhammad ibn Ahmad al-Biruni (Al-Biruni) 
escribió una de las obras islámicas más valiosas sobre farmacología titulada Kitab al-Saydalah fi al-Tibb (El libro de farmacia en el arte de curar), donde dio un conocimiento detallado de las propiedades de los medicamentos, los nombres de los fármacos y las relaciones y sinonimias entre los fármacos griegos, árabes y de la India; y describió el papel de la farmacia y las funciones y deberes del farmacéutico.
Se considera a Avicena como el padre de la farmacología, y es quien consolida la separación de la farmacia y la medicina en el Medio Oriente, siendo los árabes los encargados de esta separación. Además, Avicena describió varias formas farmacéuticas para administrar los medicamentos: papelillos, tabletas, jarabes, polvo, ungüentos, baños aromáticos, aceites, tinturas, gotas medicinales, laxantes, lavativas, etc. Avicena  describió no menos de 700 preparaciones, sus propiedades, sus modos de acción y sus indicaciones. De hecho dedicó un volumen completo a los fármacos simples en su Canon de medicina.
De gran impacto fueron también las obras de Masawaih al-Mardini (925-1015) y de Ibn Wafid (1008-1074), las cuales ambas fueron impresas en latín más de 50 veces con los nombres de De Medicinis universalibus et particularibus por Juan Mesué el Joven y Medicamentis Simplicibus por Abenguefith, respectivamente. Las contribuciones del médico persa Abu Mansur Muwaffaq (siglo X) también fueron pioneras en el campo de la farmacia. Escribió Los fundamentos de las verdaderas propiedades de los remedios, donde describió entre otros compuestos al óxido arsenioso y estaba familiarizado con el ácido silícico. Hizo una clara distinción entre carbonato de sodio y carbonato de potasio, y llamó la atención sobre la naturaleza venenosa de los compuestos de cobre (como el vitriolo) y los de plomo. También describió la destilación de agua de mar para hacerla potable.
Los médicos árabes practicaban una terapéutica que se basaba en el Galenismo y observaciones simples hechas por Dioscórides. Los estudios comparativos realizados entre Dioscórides y los textos árabes de materia médica, indican que solo una cuarta parte provienen de Grecia, la mayoría son de origen persa, hindú, árabe y egipcio con el mayor número de medicamentos procedentes de las tradiciones persa e hindú, en segundo lugar la medicación mesopotámica y en tercer término aparecen los medicamentos griegos.

### Europa

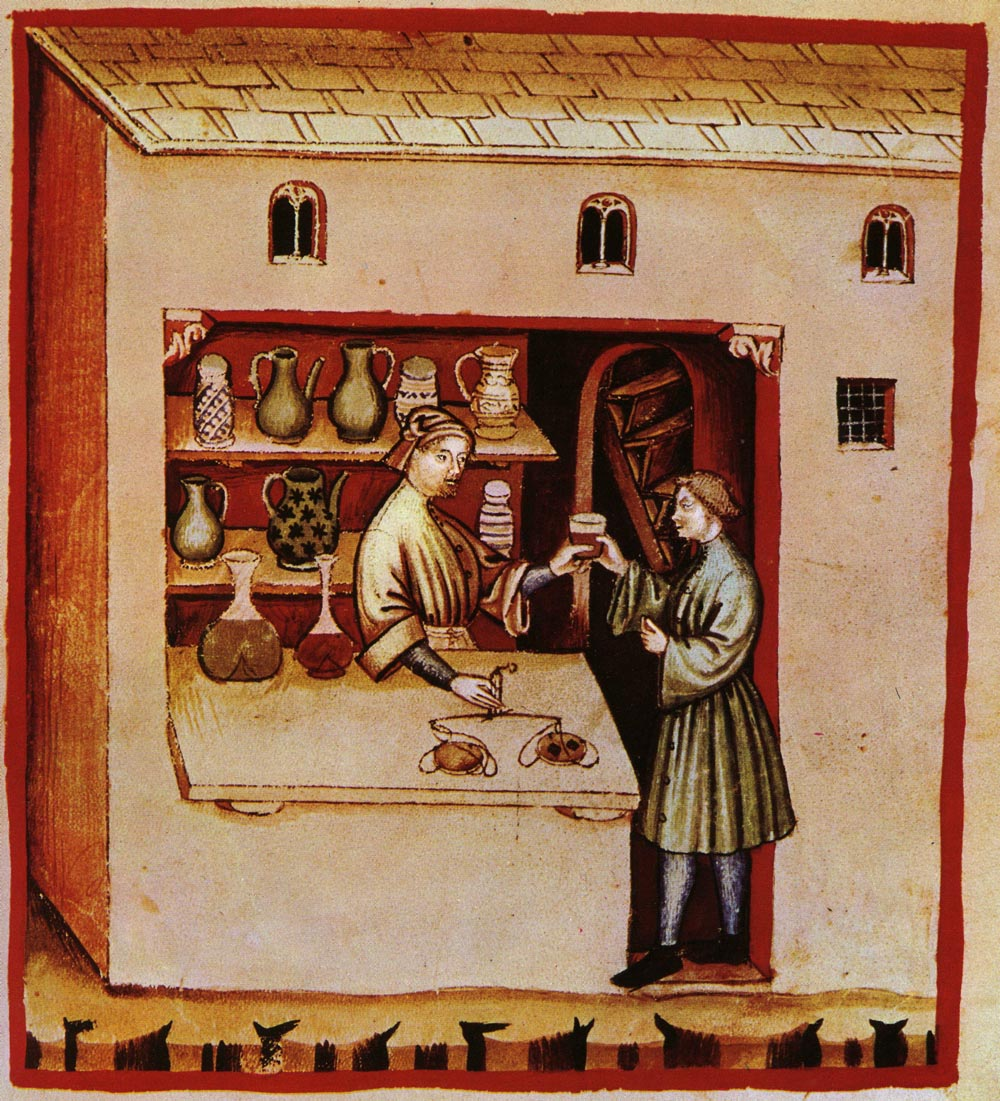
Dispensación de medicamentos en una farmacia italiana (Tacuinum sanitatis,)

Después de la caída del Imperio Romano de Occidente, el conocimiento medicinal en Europa sufrió debido a la pérdida de los textos medicinales griegos y al estricto apego a la tradición, aunque un área al sur de Italia cerca de Salerno permaneció bajo control bizantino y se creó un hospital y una escuela de medicina, la cual se volvió famosa para el siglo XI.
Entre los siglos V y XII los remanentes del conocimiento occidental de Farmacia y Medicina fueron preservados en los monasterios. Los manuscritos de la Antigüedad fueron copiados y traducidos para las bibliotecas de los monasterios. Los monjes recolectaban plantas medicinales en el campo o las cultivaban en sus propios huertos dentro del monasterio. Las plantas eran preparadas de acuerdo al arte de los boticarios para el beneficio de los enfermos y heridos.
A principios del siglo XI el erudito de Salerno Constantino el Africano tradujo varios libros árabes al latín, lo que condujo un cambio de la medicina hipocrática hacia un enfoque farmacéutico recomendado por Galeno. En la Europa medieval los monjes usualmente no hablaban griego, lo que dejaba únicamente disponibles los textos en latín hasta la llegada de estas traducciones. Además, la medicina árabe se volvió más ampliamente conocida debido a Al-Ándalus.
A finales del siglo XI o principios del siglo XII aparece el Antidotarium Nicolai o Antidotarium parvum, un libro en latín con alrededor de 150 recetas para la creación de medicinas a partir de plantas y minerales. Fue escrito en la Escuela Médica Salernitana y está basado en parte en el Antidotarium de Constantino el Africano. Fue traducido al italiano, francés, hebreo, español, árabe y neerlandés medio. Estuvo en uso hasta el siglo XVIII. 

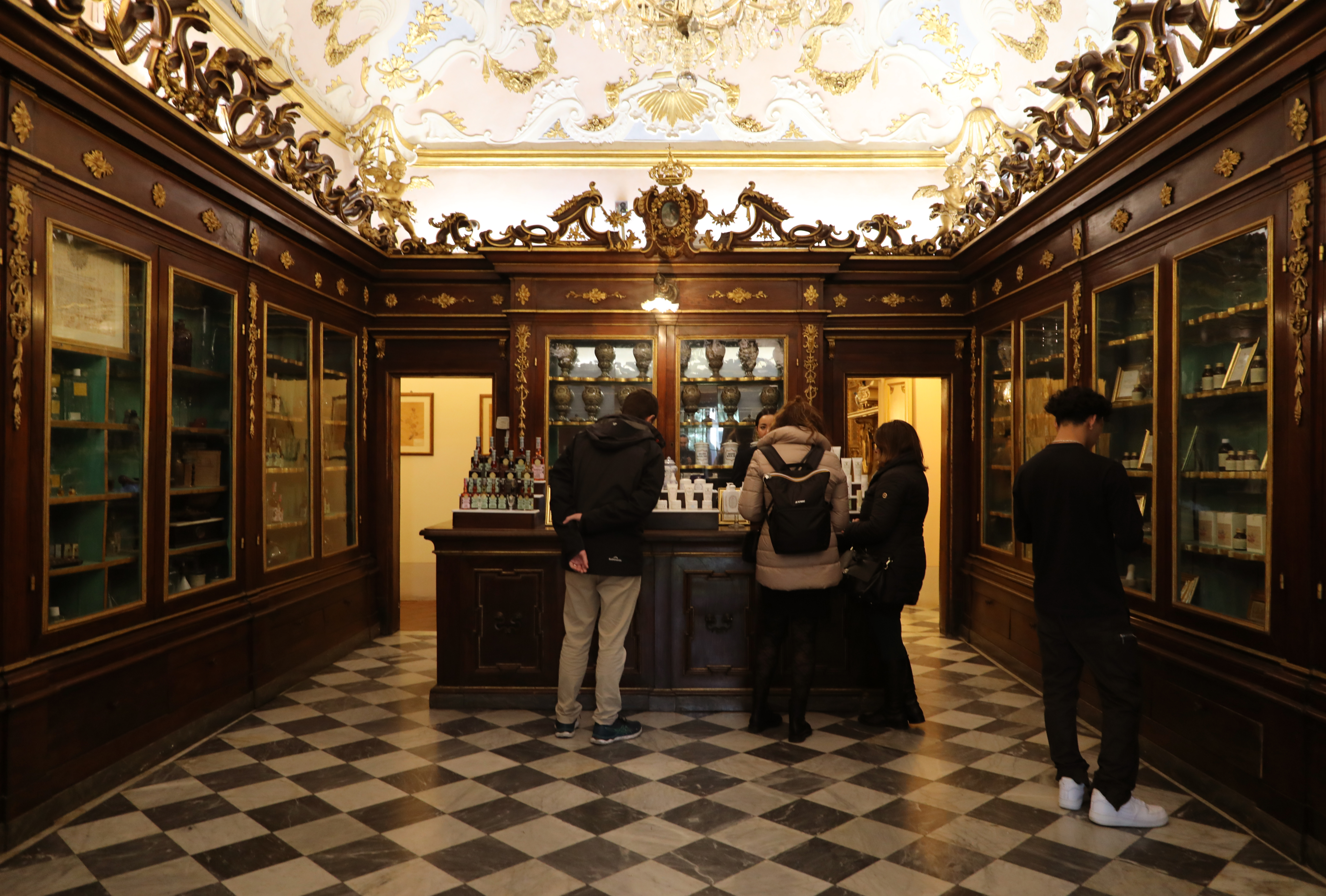
Antigua botica de la Farmacia de Santa Maria Novella

En el siglo XII se tienen los primeros indicios de la existencia de farmacias como lugar físico en que se dispensan medicamentos. Es en 1221 cuando se tiene constancia de la primera farmacia de Europa llamada Farmacia de Santa María Novella creada por los frailes dominicos en la convento de Santa María Novella en Florencia (Italia). Estos frailes cultivaban hierbas y plantas y elaboraban medicinas y ungüentos para la enfermería del convento.
Con el paso del tiempo, en 1621 tras el éxito de elaboraciones como Acqua della Regina (una fragancia encargada por Catalina de Médici), Olio da bagno (aceite de baño) o Aqua di lavanda (agua de lavanda), se decide abrir el establecimiento al público aunque tras 1866 es propiedad del Estado. En la actualidad la Farmacia de Santa María Novella es una perfumería, una tienda naturista y un museo. 

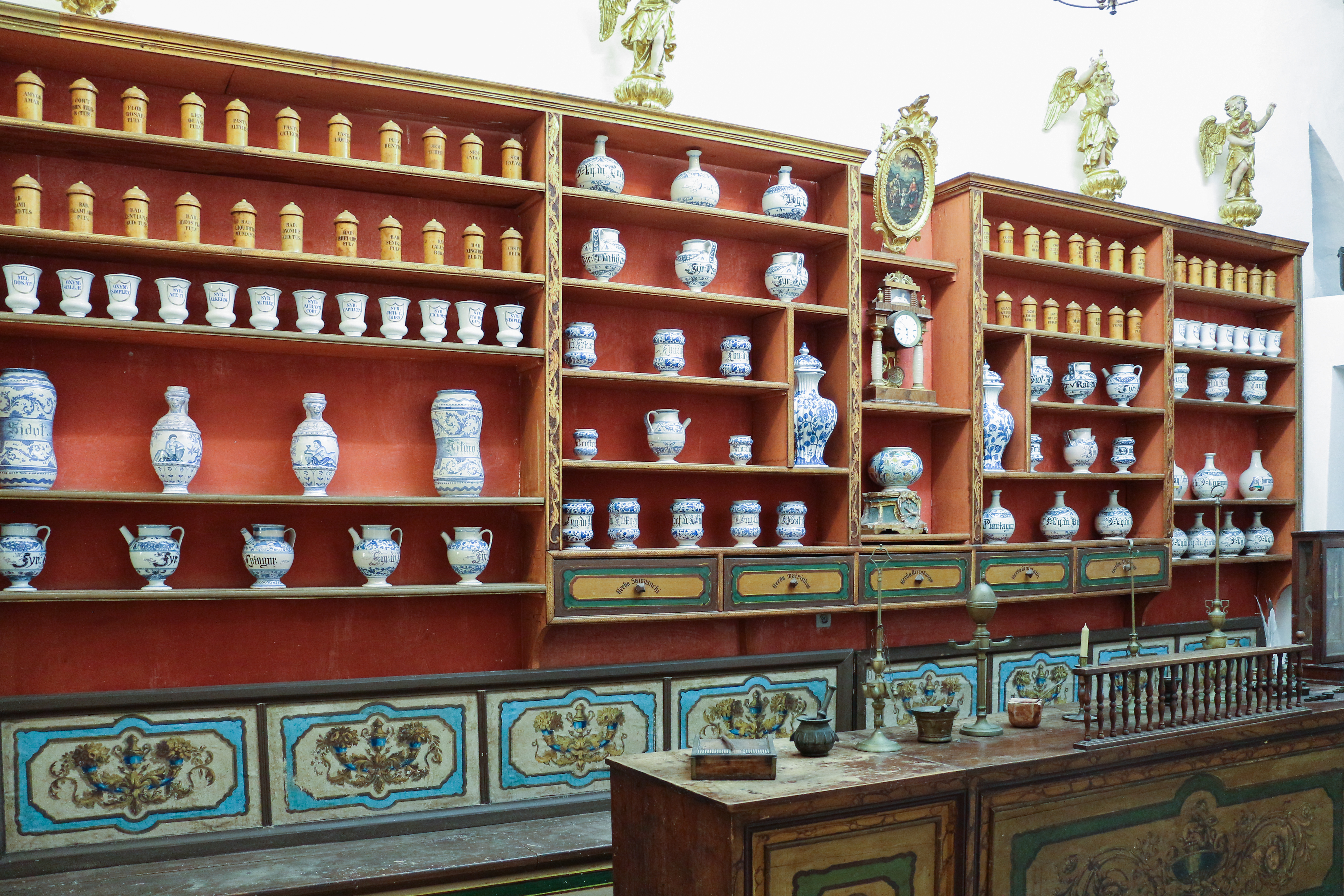
Antigua botica en el monasterio franciscano, Dubrovnik.

En 1317 se creó un hospital y una botica en el interior del monasterio franciscano de Dubrovnik, en la ciudad homónima (Croacia). Inicialmente creados para los monjes franciscanos enfermos, posteriormente fueron abiertos a la población de la ciudad.

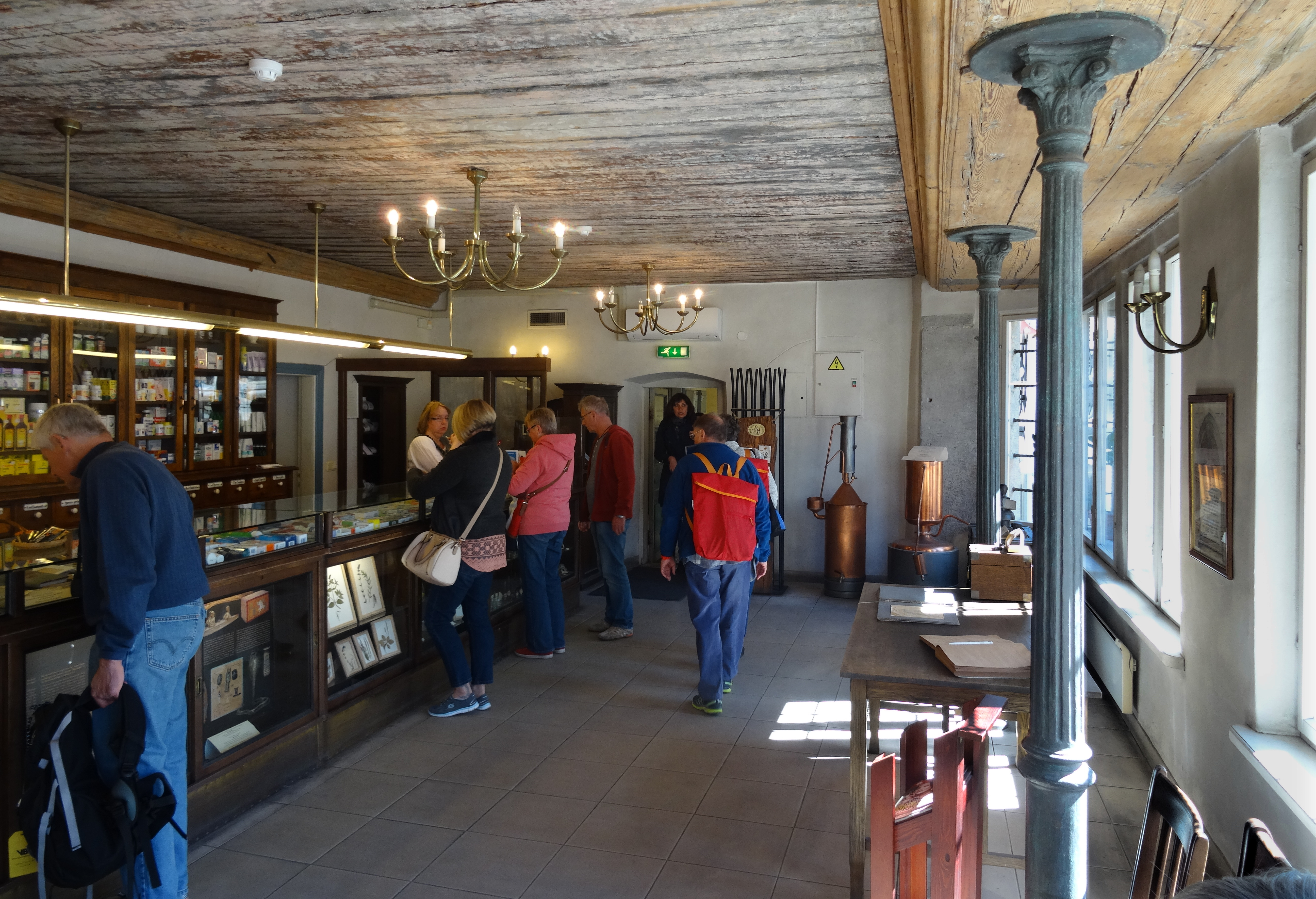
Área de ventas de la Farmacia del Ayuntamiento de Tallin (Raeapteek).

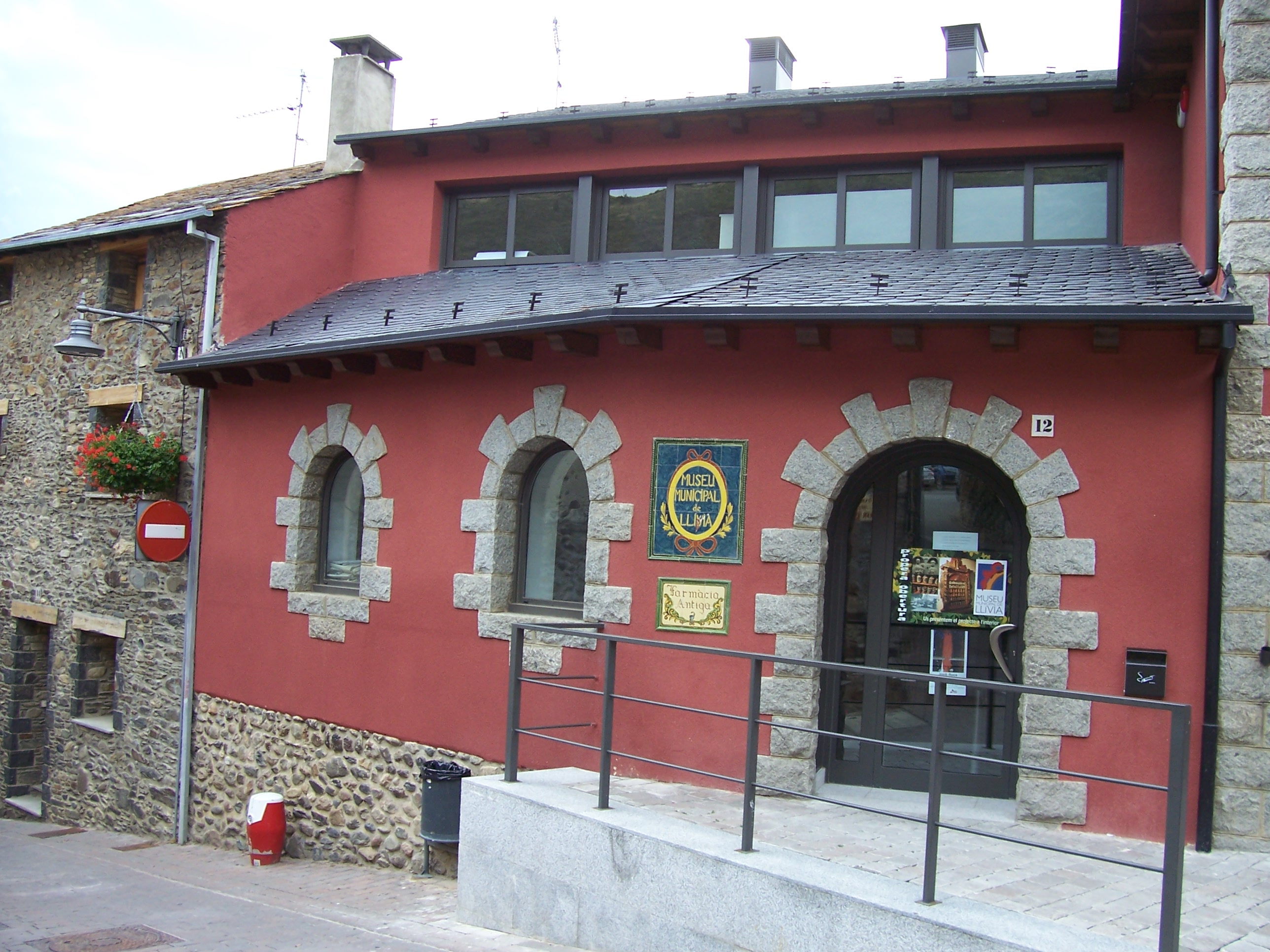
Fachada de la Farmacia-Museo Esteve

La Farmacia del Ayuntamiento de Tallin (Estonia) es la farmacia más antigua en Europa que todavía está en funcionamiento desde 1422. También es la empresa comercial y el establecimiento médico más antiguo de Tallin. La Farmacia Esteve de Llivia, localizada en el municipio de Llivia (España), es una farmacia fundada a principios del siglo XV que actualmente es un museo con una colección de albarelos de los siglos XVI y XVII, una biblioteca, instrumentos de laboratorio, medicamentos antiguos, preparados, recetarios, etc. Probablemente es la farmacia más antigua que se ha conservado en Europa.
En el año 1241, el emperador del Sacro Imperio Romano Germánico Federico II Hohenstaufen  promulgó el Edicto o Constitución de Salerno por el cual se decreta la separación entre los oficios de médico y boticario. Así, a los médicos les fue prohibido actuar como farmacéuticos y los precios de varios remedios medicinales fueron fijados. Esto se convirtió en un modelo para regular la práctica de la farmacia a través de Europa. También se publica el Medici Speciali (Venecia, 1252), un estatuto dedicado a aquellos que primero comerciaban con especias y más tarde con drogas medicinales, por el que se reguló el ejercicio de este comercio.
El Real Colegio de Boticarios de la Ciudad y Reino de Valencia (actualmente el Muy Ilustre Colegio Oficial de Farmacéuticos de Valencia) fue fundado en 1441, considerado el más antiguo del mundo con plenas competencias administrativas y legislativas. Los boticarios de Valencia fueron los primeros del mundo que elaboraron sus medicamentos con los mismos criterios que actualmente se exigen en las farmacopeas oficiales.
La República de Venecia fue el primer Estado con una política sanitaria moderna, la cual requiere que la naturaleza de un medicamento sea pública. En la actualidad sobrevivieron 13 secretos médicos que fueron ofrecidos por familias venecianas a la venta a la República.
En el siglo XV con la llegada de la imprenta se difundieron los textos de medicina y formularios con mayor rapidez.

## Renacimiento (1434-1569)

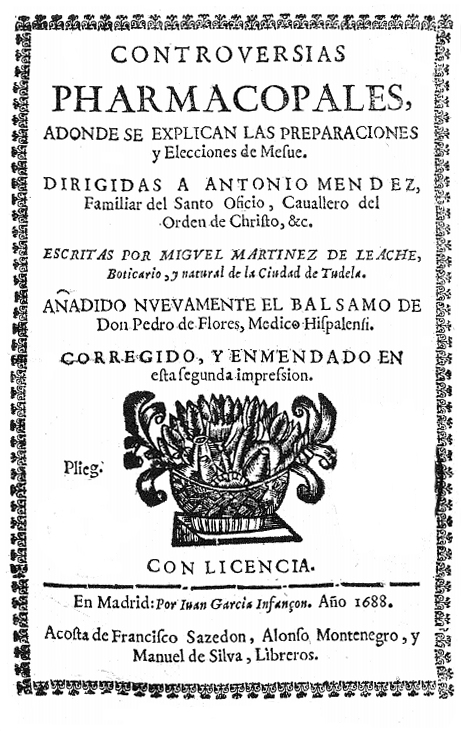
Controversias pharmacopales (Miguel Martínez de Leache, 1688)

Se inicia la ciencia moderna con la recuperación del mundo clásico debido al Renacimiento. Además Andrés Vesalio, Ambroise Paré y Paracelso hacen nuevas aportaciones a la anatomía humana, la cirugía y la química, respectivamente. Se inventan nuevas formas farmacéuticas como extractos sólidos o tinturas líquidas, evolucionan las farmacias y los boticarios y se descubren nuevos fármacos, pero también se abusa de los “remedios secretos”.
La primera obra de farmacia impresa en España "Antidotarium" fue publicada en Valencia en 1495, que había sido escrita en el siglo XIII por el valenciano Arnau de Vilanova (Vilanova del Grao, Valencia 1240). Las primeras farmacopeas oficiales impresas en España y en el mundo hispánico, fueron las "Officina Medicamentorum" valencianas de 1601 y 1698.
La idea de una farmacopea con estatus oficial para ser seguida por todos los boticarios surgió en Florencia. El Nuovo Receptario composto dal famossisimo Chollegio degli eximii Doctori della Arte et Medicina della inclita ciptà di Firenze (Nuevo recetario compuesto por el famosísimo Colegio de los excelentísimos doctores del arte de la medicina de la inclita ciudad de Florencia) o simplemente Nuovo Receptario o Farmacopea Florentina, originalmente escrito en italiano, fue publicado en 1498 y se convirtió en el estándar legal en dicha ciudad-Estado. Es considerado la primera farmacopea del mundo. Fue el resultado de la colaboración entre el Gremio de Boticarios y la Sociedad Médica (una de las primeras manifestaciones de relaciones interprofesionales constructivas). Estos grupos de profesionales recibieron consejos y guía del monje dominico Girolamo Savonarola, quien en ese entonces era el líder político de Florencia. En España surgieron las Concordias de Barcelona, publicadas por el Col·legi d'Apotecaris de Barcelona (Colegio de Boticarios de Barcelona) y vigentes en el Principado de Cataluña de 1511 a 1794.
Valerius Cordus (1515-1544) fue un investigador de la obra de Dioscórides y de sus investigaciones sistemáticas sobre los especímenes de esta obra se publicó en 1549 póstumamente Las anotaciones a Dioscórides. En 1543 mientras se preparaba para un viaje a Italia presentó su  obra Dispensatorium al consejo de la ciudad de Núremberg. Esta obra, que es considerada de las primeras farmacopeas, fue publicada en el año 1546 a título póstumo.

## Revolución científica (1543-1687)
Nace la ciencia moderna, gracias a las aportaciones de Francis Bacon, René Descartes y Galileo Galilei. En medicina destaca el nacimiento de la filosofía moderna y en terapéutica el auge de la yatroquímica (utilización de la química para hacer medicamentos). Aparecen diversas farmacopeas y la farmacia deja de ser un arte.

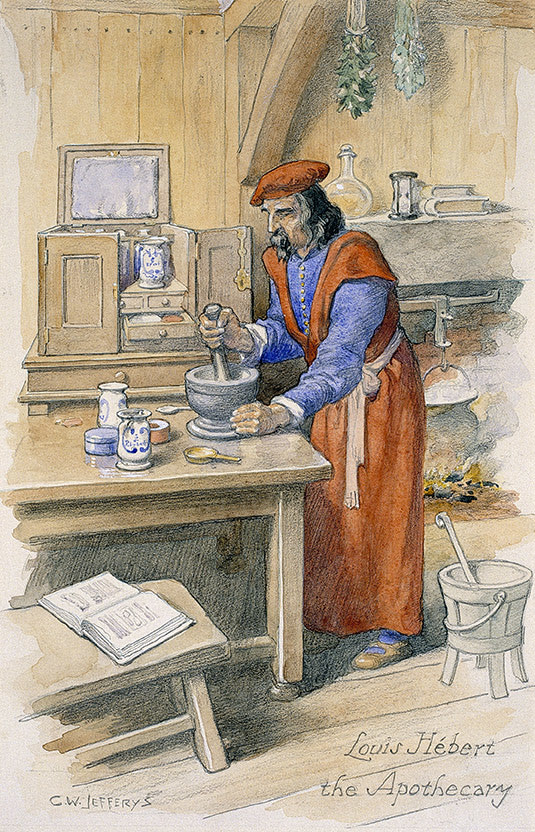
Louis Hébert el boticario por Charles William Jefferys.

Louis Hébert (1575-1627) fue un boticario parisino que en 1606 acompañó a su primo Pierre Dugua de Mons a la región de Acadia. Vivió en Port-Royal (actual Annapolis Royal, al sur de Nueva Escocia) de 1606 a 1607 (después de que expirara la concesión comercial que se había otorgado a la expedición de Mons) y de 1610 a 1613 (cuando el asentamiento fue destruido por Samuel Argall, vicegobernador de Virginia). Hébert cuidó la salud de los pioneros, supervisó los huertos y cultivó plantas medicinales nativas ofrecidas por los Micmac. Algunas de estas plantas fueron Arisaema triphyllum, Eupatorium perfoliatum e Hydrastis canadensis. En 1617 Hébert recibió una oferta de trabajo de la Compañía de la Nueva Francia a través de Samuel de Champlain y se mudó a Quebec junto con su esposa y tres hijos. Así, Hébert fue el primer boticario europeo en la región de la actual Canadá.
El comercio de medicamentos y especias fue lucrativo en la Edad Media. En las islas británicas dicho comercio fue monopolizado por el Gremio de Tenderos (en inglés Guild of Grocers), el cual fue fundado en 1345 y tenía jurisdicción sobre los boticarios. Después de un tiempo los boticarios se hicieron de aliados entre los médicos de la corte. Por consejo del filósofo y político Francis Bacon, en 1617 el rey Jacobo I de Inglaterra concedió una Carta Real para formar una compañía independiente conocida como la Master, Wardens and Society of the Art and Mystery of the Apothecaries of the City of London (Maestro, Guardianes y Sociedad del Arte y Misterio de los Boticarios de la Ciudad de Londres) o simplemente The Society of Apothecaries of London (La Sociedad de Boticarios de Londres). Esta fue la primera organización de farmacéuticos en el mundo anglosajón.

## Ilustración (1715-1789)
Se produce en Francia el movimiento llamado enciclopedismo, que preconizaba la divulgación del saber al pueblo y que todos lo aprendieran. Se dan además los primeros pasos de la Revolución Industrial y se inicia la medicina preventiva por introducción de la vacuna.
Durante su vida Carl Wilhelm Scheele aportó muchos descubrimientos al campo de la Química aunque su formación era como farmacéutico. Alentado por sus preceptores ilustrados, todos sus descubrimientos se realizaron en las farmacias en las que trabajó: primero como aprendiz en Gotemburgo (1757), después como empleado en Malmö (1765), Estocolmo y Uppsala (1767-1775); y finalmente como dueño en Köping (1776-1786). Scheele hizo miles experimentos y descubrió el oxígeno, el cloro, el ácido prúsico, el ácido tartárico, el tungsteno, el molibdeno, la glicerina, la nitroglicerina y otros compuestos orgánicos que forman parte de la vida diaria, la industria y la salud.
Emerge el vitalismo inicio en Francia siguiendo la teoría de especie morbosa, la nosotaxia more botánico que consiste en la clasificación de las enfermedades según el modelo botánico en clases, genero y especies donde acepta la fuerza sanadora de la naturaleza.

## Revolución industrial (1760-1840)
Louis Pasteur da un nuevo concepto de enfermedad: la microbiología médica. Se desarrolla la higiene pública y medicina social. Nace así la farmacología experimental y la química moderna que desarrolla el estudio de los gases y la Química Orgánica.
Un gran avance se dio entre 1804 y 1816 cuando el farmacéutico Friedrich Sertürner aisló el principio activo principal del opio: la morfina. Con esto Sertürner reconoció y probó la importancia de una nueva clase de compuestos orgánicos: los alcaloides. En un artículo que publicó en 1817 Sertürner realizó experimentos con cristales de morfina en su botica en Einbeck, incluyendo una serie de pruebas fisiológicas en sí mismo y en tres amigos suyos. Después de reubicar su botica en Hamelin, Sertürner continuó con el descubrimiento y experimentación de compuestos orgánicos durante su vida.
Siguiendo el ejemplo de los experimentos de Sertürner, los farmacéuticos franceses Pierre Joseph Pelletier y Joseph Bienaimé Caventou aislaron la emetina de la ipecacuana en 1817; y la estricnina  y brucina de la nuez vómica en 1818. Después, en su laboratorio en la parte trasera de una botica en París, ellos abordaron el problema que había desconcertado a los científicos durante décadas: extraer el secreto de la quina, que era muy útil contra la malaria. En 1820 Caventou y Pelletier anunciaron los métodos para la separación de la quinina y la cinchonina de la corteza de quina; prepararon sales puras, las probaron clínicamente y establecieron instalaciones para su fabricación.

## De los productos botánicos a los primeros fármacos sintéticos (década de 1850-1945)

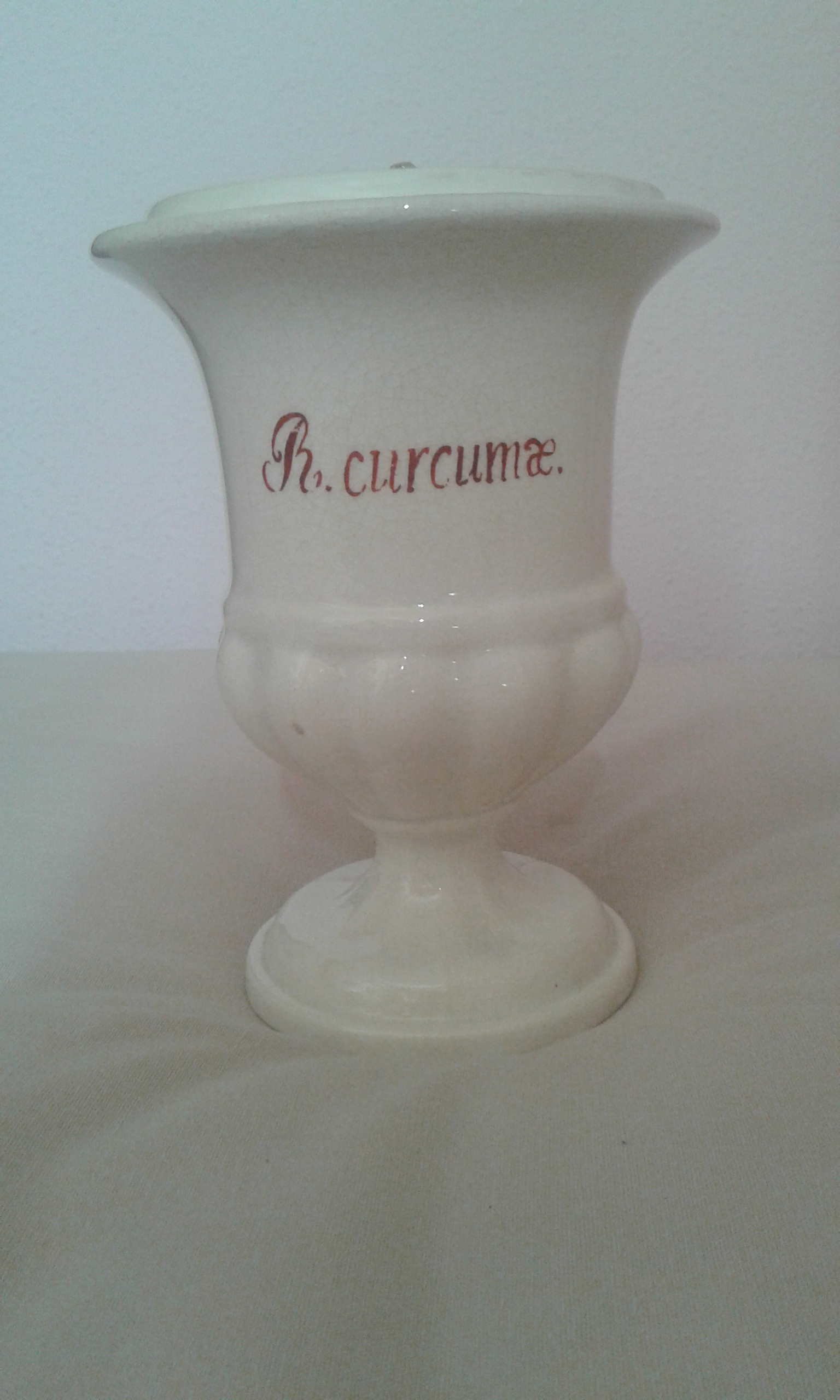
Farmacopea empleada para almacenar los ingredientes usados en la elaboración de los remedios para enfermos, antes de la llegada de los medicamentos modernos entre finales del y principios del

Se continúa desarrollando la medicina experimental, se identifican agentes patógenos causantes de enfermedades y su erradicación mediante vacunas. En terapéutica se desarrolla la quimioterapia sintética. Aparecen los inyectables, Alexander Wood inventa la aguja hipodérmica; Charles Gabriel Pravaz la jeringa de pistón; y Denouel los extractos fluidos, tabletas y cápsulas.

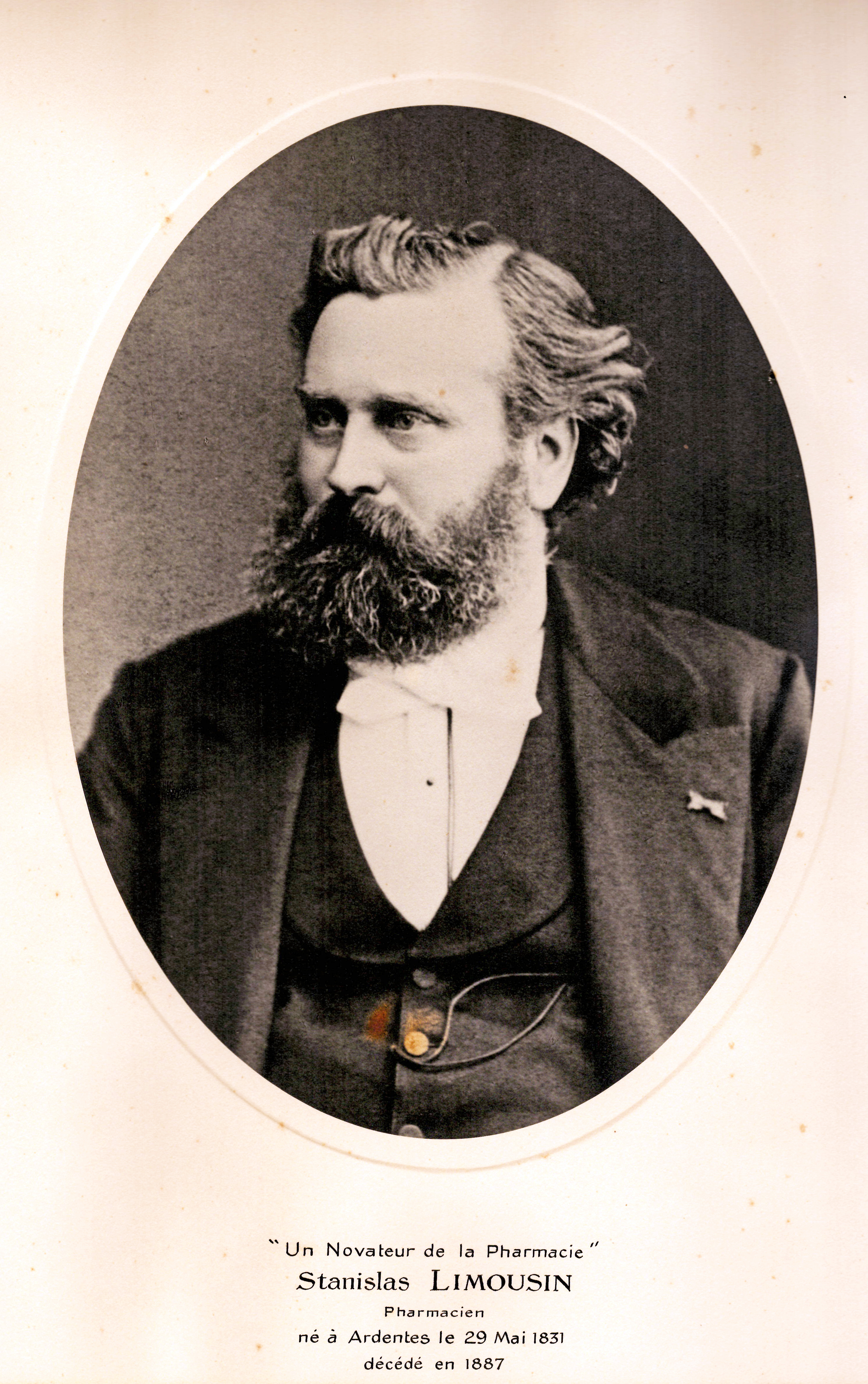
Stanislas Limousin. Retrato por el fotógrafo suizo Jean Geiser (1848-1923). Musée George Sand & de la Vallée Noire

Uno de aquellos hombres singularmente dotados para combinar el conocimiento científico con la habilidad técnica y el genio inventivo fue el farmacéutico francés Stanislas Limousin (1831-1887). Entre los muchos dispositivos que introdujo en la Farmacia y la Medicina están la pipeta de Pasteur (desarrollada mientras trabajó con Louis Pasteur en varios proyectos) y los cachets de oblea (que fueron favorecidos antes de la producción en masa de la cápsula de gelatina) fabricados a través de un procedimiento llamado Procédé Limousin. Sin embargo, sus mayores contribuciones fueron el desarrollo y perfección de un aparato para la inhalación y administración terapéutica de oxígeno (un precursor del cilindro de oxígeno); y la invención de las ampollas (que podían sellarse y esterilizarse
para la conservación de soluciones para uso hipodérmico). La importancia de la inyección intravenosa como vía de administración de fármacos es clara, pero Limousin no vivió para ver su aceptación.
En un principio no había libros de texto de Farmacia. Esto cambió en 1847 con la aparición de un libro en Alemania: Lehrbuch der pharmaceutischen Technik (Libro de texto de tecnología farmacéutica) por Karl Friedrich Mohr . En Inglaterra fue traducido y adaptado al inglés por el farmacéutico galés Theophilus Redwood con el título Practical Pharmacy (Farmacia Práctica) y llegó a los Estados Unidos en 1848. William Procter Jr. editó una versión estadounidense para la editorial Lea and Blanchard de Filadelfia. El resultado fue una reescritura importante que añadió aproximadamente un tercio al libro y se publicó en 1849.
El cloroformo fue usado primeramente como anestésico en 1847.
El hidrato de cloral fue lanzado como hipnótico y sedante en 1869. Los derivados de fenotiazina tuvieron un impacto importante en varios aspectos de la medicina, empezando con el azul de metileno el cual fue utilizado originalmente como tinte después de ser sintetizado a partir de la anilina en 1876.
Para finales de la década de 1880 los fabricantes de tintes sintéticos en Alemania habían perfeccionado la purificación de compuestos orgánicos individuales del alquitrán y otras fuentes minerales, y también establecieron rudimentarios métodos de síntesis orgánica. El desarrollo de métodos de síntesis química permitieron a los científicos variar sistemáticamente las estructuras de compuestos químicos, y el crecimiento del emergente campo de la farmacología expandió la habilidad de evaluar los efectos biológicos de estos cambios estructurales.
Los farmacéuticos de 1890 estaban perfectamente informados de todos los acontecimientos que revolucionaron a la ciencia de la Farmacia (el avance de la Química y la aparición de la Medicina Preventiva) con las aportaciones de científicos como Edward Jenner (padre de la microbiología e inmunología que vivió en el siglo XIX), Louis Pasteur (que generalizó los experimentos de Jenner sobre vacunación). Químicos relevantes como Claude Louis Berthollet (n. 1748, médico que se dedicó a la química), Antoine Lavoisier (ordenó la Química para que pudiera desarrollarse posteriormente), John Dalton y Jöns Jacob Berzelius (las dos grandes figuras de la química moderna), el avanzado a su época Dmitri Mendeléyev (autor del sistema periódico natural de los elementos químicos, la tabla periódica que sigue vigente en nuestros días) y Gregor Mendel (padre de la genética).
Cuando en 1894 Emil Adolf von Behring y Émile Roux anunciaron la efectividad de la antitoxina contra la difteria, los científicos farmacéuticos en Europa y Estados Unidos se apresuraron para colocar este descubrimiento en producción. La compañía farmacéutica estadounidense Parke, Davis & Co. estuvo entre las pioneras. El antisuero diftérico estuvo disponible en 1895 y miles de vidas de niños fueron salvadas. La inoculación de caballos con la toxina diftérica era el primer paso de varios en la producción del antisuero. Desde entonces, nuevos y mejorados productos biofarmacéuticos han seguido estando disponibles, y uno de sus puntos culminantes fue en 1955 con la vacuna contra la poliomielitis.
Entre finales del siglo XIX y principios del XX John Newport Langley desarrolla trabajos sobre la relación entre el sistema nervioso y los fármacos: inicio de la farmacodinamia.
Se crea una nueva disciplina: terapéutica experimental. Se desarrollan además los fármacos, como principal recurso médico. Y llega el auge de la bioquímica y la biología molecular con la revolución tecnológica aplicada a la medicina y el desarrollo de la industria farmacéutica.
Un hito en la farmacología fue el desarrollo del concepto de la bala mágica, acuñada por Paul Ehrlich en 1907, quien usó este término para referirse a los «agentes terapéuticos ideales» que actúan de forma específica contra algún patógeno en particular sin ocasionar daños en las células del huésped, contribuyendo así al entendimiento de los receptores farmacológicos, cambiando así la manera de entender la interacción de los fármacos con el organismo.
Uno de los investigadores exitosos en el desarrollo de compuestos químicos específicamente creados para combatir a microorganismos causantes de enfermedades (quimioterapia) fue el farmacéutico francés Ernest Fourneau, quien desde 1910 dirigió los laboratorios químicos en el mundialmente reconocido Instituto Pasteur en París. Sus primeros trabajos con compuestos de bismuto y arsénico avanzaron en el tratamiento de la sífilis. Allanó el camino para los compuestos de sulfonamida que salvan vidas y de sus laboratorios surgió el primer grupo de sustancias químicas a las que se les reconocieron efectos antihistamínicos. Su trabajo llevó a otros investigadores a amplios campos de la investigación quimioterapéutica. (Véase: Historia de la quimioterapia)

### Epinefrina, norepinefrina y anfetamina
En la década de 1890, se descubrió el profundo efecto de los extractos suprarrenales en muchos tipos diferentes de tejidos, lo que desencadenó una búsqueda tanto del mecanismo de señalización química como de esfuerzos por explotar estas observaciones para el desarrollo de nuevos fármacos. Los efectos vasoconstrictores y de aumento de la presión arterial de los extractos suprarrenales fueron de particular interés para los cirujanos como agentes hemostáticos y como tratamiento para el shock, y varias empresas desarrollaron productos basados en extractos suprarrenales que contienen purezas variables del principio activo. En 1897, John Abel de la Universidad Johns Hopkins identificó el principio activo como epinefrina, que aisló en estado impuro como sal sulfato. El químico industrial Takamine Jōkichi desarrolló más tarde un método para obtener epinefrina en estado puro y otorgó la licencia de la tecnología a Parke-Davis. Parke-Davis comercializó epinefrina con el nombre comercial Adrenalina. La epinefrina inyectada demostró ser especialmente eficaz para el tratamiento agudo de los ataques de asma, y hasta 2011 se vendió una versión inhalada en Estados Unidos (Primatene Mist). En 1929, la epinefrina se había formulado en un inhalador para su uso en el tratamiento de la congestión nasal.
Si bien era muy eficaz, la necesidad de inyección limitaba el uso de epinefrina y se buscaron derivados activos por vía oral. Un compuesto estructuralmente similar, la efedrina, fue identificado por químicos japoneses en la planta de Ma Huang (Ephedra distachya) y Eli Lilly and Company lo comercializó como tratamiento oral para el asma. Siguiendo el trabajo de Henry Dale y George Barger en el Fondo Burroughs-Wellcome, el químico académico Gordon Alles sintetizó la anfetamina y la probó en pacientes con asma en 1929. El fármaco demostró tener sólo modestos efectos contra el asma, pero produjo sensaciones de euforia y palpitaciones. La anfetamina fue desarrollada por la compañía farmacéutica estadounidense Smith, Kline & French como descongestionante nasal bajo el nombre comercial Benzedrine Inhaler. La anfetamina finalmente se desarrolló para el tratamiento de la narcolepsia, el parkinsonismo postencefalítico y la elevación del estado de ánimo en la depresión y otras indicaciones psiquiátricas. Recibió la aprobación como Remedio Nuevo y No Oficial (New and Nonofficial Remedy) de la Asociación Médica Estadounidense para estos usos en 1937, y siguió siendo de uso común para la depresión hasta el desarrollo de los antidepresivos tricíclicos en la década de 1960.

### Barbitúricos

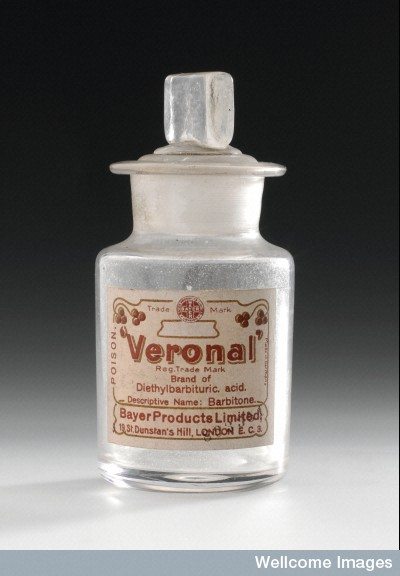
El ácido dietilbarbitúrico o barbital fue el primer barbitúrico comercializado. Fue vendido por Bayer con el nombre comercial Veronal.

En 1903, Hermann Emil Fischer y Joseph von Mering descubrieron que el ácido dietilbarbitúrico, formado a partir de la reacción del ácido dietilmalónico, el oxicloruro de fósforo y la urea, induce el sueño en los perros. El descubrimiento fue patentado y autorizado por Bayer, que comercializó el compuesto bajo el nombre comercial Veronal como ayuda para dormir a partir de 1904. Las investigaciones sistemáticas del efecto de los cambios estructurales sobre la potencia y la duración de la acción condujeron al descubrimiento del fenobarbital en Bayer en 1911 y al descubrimiento de su potente actividad antiepiléptica en 1912. El fenobarbital estuvo entre los medicamentos más utilizados para el tratamiento de la epilepsia durante la década de 1970 y, a partir de 2014 permanece en la lista de medicamentos esenciales de la Organización Mundial de la Salud. En las décadas de 1950 y 1960 se produjo una mayor conciencia sobre las propiedades adictivas y el potencial de abuso de los barbitúricos y las anfetaminas, lo que condujo a restricciones cada vez mayores sobre su uso y a una creciente supervisión gubernamental de quienes los prescribían. Hoy en día, el uso de anfetamina está restringido en gran medida al tratamiento del trastorno por déficit de atención con hiperactividad y el fenobarbital en el tratamiento de la epilepsia.
En 1958, Leo Sternbach descubrió la primera benzodiazepina, el clordiazepóxido (Librium). Se han desarrollado y se utilizan docenas de otras benzodiazepinas, siendo algunos de los fármacos más populares el diazepam (Valium), el alprazolam (Xanax), el clonazepam (Klonopin) y el lorazepam (Ativan). Debido a su seguridad y propiedades terapéuticas muy superiores, las benzodiacepinas han reemplazado en gran medida el uso de barbitúricos en medicina, excepto en ciertos casos especiales. Cuando más tarde se descubrió que las benzodiazepinas, al igual que los barbitúricos, pierden significativamente su eficacia y pueden tener efectos secundarios graves cuando se toman a largo plazo, la psicofarmacóloga británica Heather Ashton (1929-2019) investigó la dependencia de las benzodiazepinas y desarrolló un protocolo para suspender su uso.

### Insulina

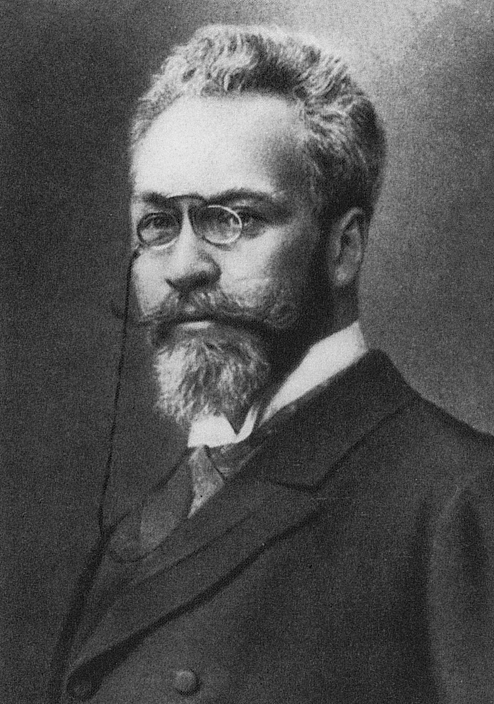
Oskar Minkowski en 1930

Una serie de experimentos realizados desde finales del siglo XIX hasta principios del XX revelaron que la diabetes es causada por la ausencia de una sustancia normalmente producida por el páncreas. En 1869, el médico y fisiólogo alemán Oskar Minkowski (1858-1931) y Joseph von Mering descubrieron que se podía inducir diabetes en perros mediante la extirpación quirúrgica del páncreas. En 1921, el profesor canadiense Frederick Banting y su alumno Charles Best repitieron este estudio y descubrieron que las inyecciones de extracto pancreático revertían los síntomas producidos por la extirpación del páncreas. Pronto se demostró que el extracto funciona en humanos, pero el desarrollo de la terapia con insulina como procedimiento médico de rutina se retrasó por las dificultades para producir el material en cantidad suficiente y con una pureza reproducible. Los investigadores buscaron ayuda de colaboradores industriales de Eli Lilly and Company basándose en la experiencia de la empresa en la purificación a gran escala de materiales biológicos. El químico George B. Walden (1895-1982) de Eli Lilly and Company descubrió que un ajuste cuidadoso del pH del extracto permitía producir un grado relativamente puro de insulina. Bajo la presión de la Universidad de Toronto y una posible impugnación de patente por parte de científicos académicos que habían desarrollado de forma independiente un método de purificación similar, se llegó a un acuerdo para la producción no exclusiva de insulina por parte de varias empresas. Esto inspiró el trabajo adicional de James Collip, quien desarrolló insulina pura utilizada para pruebas en humanos y cambió dramáticamente las perspectivas para todos los diabéticos. Antes del descubrimiento y la disponibilidad generalizada de la terapia con insulina, la esperanza de vida de los diabéticos era sólo de unos pocos meses.

### Antiinfecciosas: Salvarsán, Prontosil, Penicilina y vacunas
El desarrollo de medicamentos para el tratamiento de enfermedades infecciosas fue un foco importante de los primeros esfuerzos de investigación y desarrollo. En 1900, la neumonía, la tuberculosis y la diarrea eran las tres principales causas de muerte en los Estados Unidos y la mortalidad en el primer año de vida superaba el 10%.
En 1911, Paul Ehrlich y el químico Alfred Bertheim (1879-1914) del Instituto de Terapia Experimental de Berlín desarrollaron la arsfenamina, el primer fármaco antiinfeccioso sintético. El medicamento recibió el nombre comercial de Salvarsán. Ehrlich, al observar tanto la toxicidad general del arsénico como la absorción selectiva de ciertos tintes por parte de las bacterias, planteó la hipótesis de que un tinte que contenga arsénico con propiedades de absorción selectiva similares podría usarse para tratar infecciones bacterianas. La arsfenamina se preparó como parte de una campaña para sintetizar una serie de dichos compuestos y se descubrió que exhibía una toxicidad parcialmente selectiva. La arsfenamina demostró ser el primer tratamiento eficaz para la sífilis, una enfermedad hasta entonces incurable y que conducía inexorablemente a ulceraciones cutáneas graves, daños neurológicos y la muerte.
El enfoque de Ehrlich de variar sistemáticamente la estructura química de los compuestos sintéticos y medir los efectos de estos cambios en la actividad biológica fue ampliamente seguido por científicos industriales, incluidos los científicos de Bayer Josef Klarer, Fritz Mietzsch y Gerhard Domagk. Este trabajo, basado también en pruebas de compuestos disponibles en la industria de tintes alemana, condujo al desarrollo de Prontosil, el primer representante de la clase de antibióticos de las sulfonamidas. En comparación con la arsfenamina, las sulfonamidas tenían un espectro de actividad más amplio y eran mucho menos tóxicas, lo que las hacía útiles para infecciones causadas por patógenos como los estreptococos. En 1939, Domagk recibió el Premio Nobel de Medicina por este descubrimiento. Sin embargo, la espectacular disminución de las muertes por enfermedades infecciosas que se produjo antes de la Segunda Guerra Mundial fue principalmente el resultado de mejores medidas de salud pública, como agua potable y viviendas menos hacinadas, y el impacto de los medicamentos antiinfecciosos y las vacunas fue significativo principalmente después de la Segunda Guerra Mundial.
En 1928 Alexander Fleming descubrió los efectos antibacterianos de la penicilina, después de descubrir un hongo que podía matar bacterias. Sin embargo, su explotación para el tratamiento de enfermedades humanas esperaba el desarrollo de métodos para su producción y purificación a gran escala. Estos fueron desarrollados por un consorcio de compañías farmacéuticas liderado por los gobiernos de Estados Unidos y Gran Bretaña durante la guerra mundial.

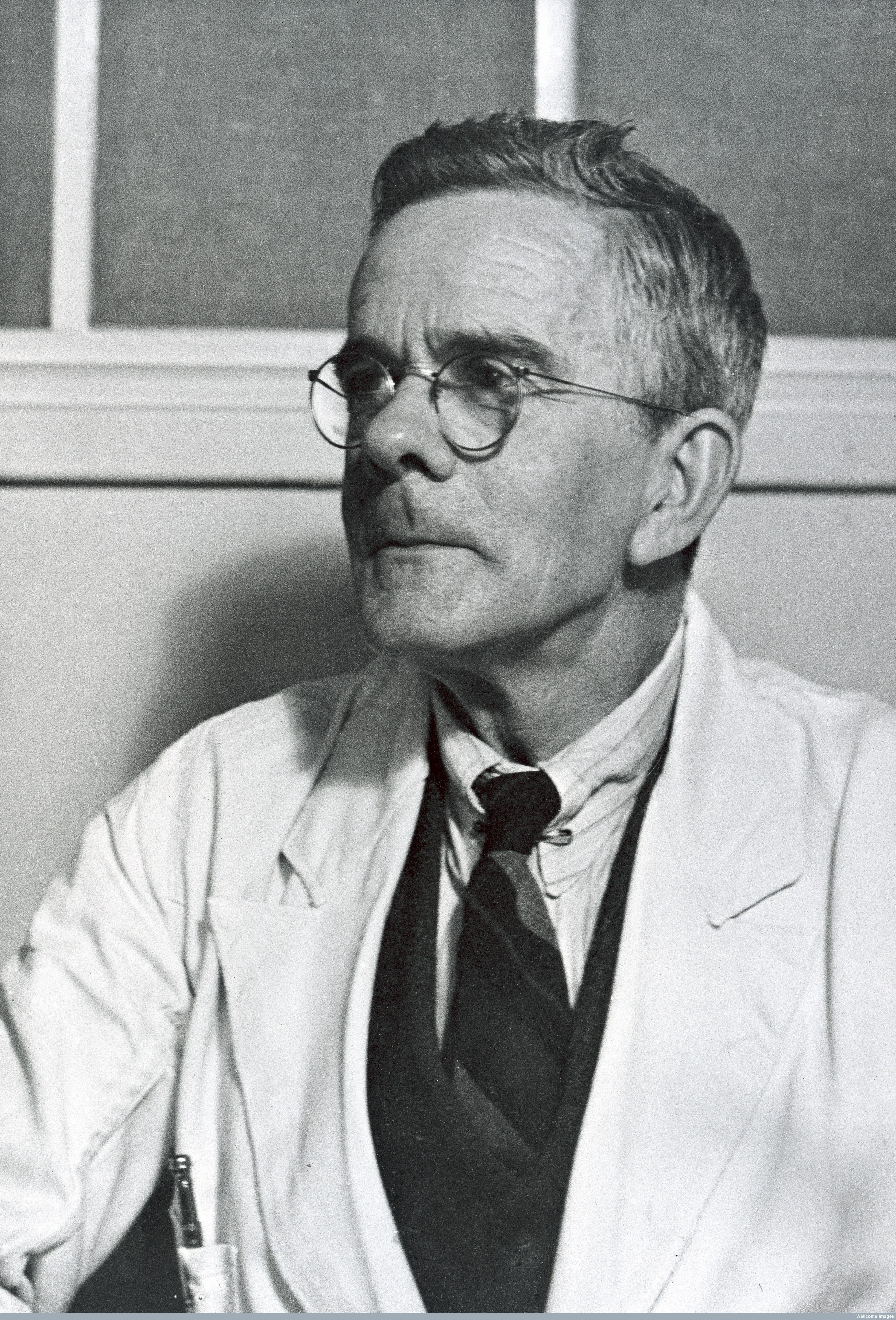
Alexander Thomas Glenny (1882-1965)

A lo largo de este período hubo avances tempranos hacia el desarrollo de vacunas, principalmente en forma de investigación básica académica y financiada por el gobierno dirigida a la identificación de los patógenos responsables de enfermedades transmisibles comunes. En 1885, Louis Pasteur y Émile Roux crearon la primera vacuna contra la rabia. La primera vacuna contra la difteria se produjo en 1914 a partir de una mezcla de toxina diftérica y su antitoxina (producida a partir del suero de un animal inoculado), pero la seguridad de la inoculación era marginal y no se utilizó ampliamente. Estados Unidos registró 206 000 casos de difteria en 1921, lo que provocó 15 520 muertes. En 1923, los esfuerzos paralelos de Gaston Ramon en el Instituto Pasteur y del inmunólogo británico Alexander Thomas Glenny en los Laboratorios de Investigación Wellcome (posteriormente parte de GlaxoSmithKline) llevaron al descubrimiento de que se podía producir una vacuna más segura tratando la toxina diftérica con formaldehído. En 1944, Maurice Hilleman de Squibb Pharmaceuticals desarrolló la primera vacuna contra la encefalitis japonesa. Más tarde, Hilleman se trasladó a Merck & Co., donde desempeñó un papel clave en el desarrollo de vacunas contra el sarampión, las paperas, la varicela, la rubéola, la hepatitis A, la hepatitis B y la meningitis.

## Los años de la posguerra (1945-1970)

### Avances adicionales en la investigación antiinfecciosa
Las secuelas de la Segunda Guerra Mundial fueron una explosión en el descubrimiento de nuevos fármacos antibacterianos como las cefalosporinas (desarrolladas por Eli Lilly and Company basándose en el trabajo de Giuseppe Brotzu y Edward Abraham), la estreptomicina, las tetraciclinas (descubiertas en los Laboratorios Lederle, ahora una parte de Pfizer), la eritromicina (descubierta en Eli Lilly) y su extensión a una gama cada vez más amplia de patógenos bacterianos. La estreptomicina, descubierta durante un programa de investigación financiado por Merck & Co. en el laboratorio de Selman Waksman en la Universidad Rutgers en 1943, se convirtió en el primer tratamiento eficaz para la tuberculosis. En el momento de su descubrimiento, los sanatorios para el aislamiento de personas infectadas por tuberculosis eran una característica omnipresente en las ciudades de los países desarrollados, y el 50% moría dentro de los cinco años posteriores a la admisión.

### Antihipertensivos
La hipertensión es un factor de riesgo de aterosclerosis, insuficiencia cardíaca, enfermedad de las arterias coronarias, accidente cerebrovascular, enfermedad renal y enfermedad vascular periférica, y es el factor de riesgo más importante de morbilidad y mortalidad cardiovascular en los países industrializados. Antes de 1940, aproximadamente el 23% de todas las muertes entre personas mayores de 50 años se atribuían a la hipertensión. Los casos graves de hipertensión se trataban mediante cirugía.
Los primeros avances en el campo del tratamiento de la hipertensión incluyeron agentes bloqueantes del sistema nervioso simpático de iones de amonio cuaternario, pero estos compuestos nunca se utilizaron ampliamente debido a sus graves efectos secundarios, porque aún no se habían establecido las consecuencias a largo plazo de la presión arterial para la salud, y porque debían administrarse mediante inyección.
En 1952, investigadores de Ciba Pharmaceutical Products, Inc. descubrieron el primer vasodilatador disponible por vía oral, la hidralazina. Una deficiencia importante de la monoterapia con hidralazina fue que perdió su eficacia con el tiempo (taquifilaxia). A mediados de la década de 1950, Karl H. Beyer, James M. Sprague, John E. Baer y Frederick C. Novello de Merck & Co. descubrieron y desarrollaron la clorotiazida, que sigue siendo el fármaco antihipertensivo más utilizado en la actualidad. Este desarrollo se asoció con una disminución sustancial en la tasa de mortalidad entre las personas con hipertensión. Los inventores fueron reconocidos con el Premio Lasker de Salud Pública en 1975 por "salvar incontables miles de vidas y aliviar el sufrimiento de millones de víctimas de hipertensión".
Una revisión Cochrane de 2009 concluyó que los fármacos antihipertensivos tiazídicos reducen el riesgo de muerte (RR 0.89), accidente cerebrovascular (RR 0.63), enfermedad coronaria (RR 0.84) y eventos cardiovasculares (RR 0.70) en personas con presión arterial alta. En los años siguientes se desarrollaron otras clases de fármacos antihipertensivos que encontraron amplia aceptación en la terapia combinada, incluidos los diuréticos de asa (furosemida, Hoechst Pharmaceuticals, 1963), betabloqueantes (ICI Pharmaceuticals, 1964), inhibidores de la ECA, y bloqueadores del receptor de angiotensina. Los inhibidores de la ECA reducen el riesgo de nueva aparición de enfermedad renal (RR 0.71) y de muerte (RR 0.84) en pacientes diabéticos, independientemente de si tienen hipertensión.

### Anticonceptivos orales
Antes de la Segunda Guerra Mundial, el control de la natalidad estaba prohibido en muchos países, y en los Estados Unidos incluso la discusión sobre métodos anticonceptivos a veces daba lugar a procesos judiciales conforme a las leyes Comstock. Las leyes Comstock son un conjunto de leyes federales aprobadas por el Congreso de los Estados Unidos bajo la administración de Ulysses S. Grant junto con las leyes estatales relacionadas. Estas leyes criminalizan cualquier uso del Servicio Postal de los Estados Unidos para enviar cualquiera de los siguientes artículos: obscenidades, anticonceptivos, abortivos, juguetes sexuales, cartas personales con cualquier contenido o información sexual, o cualquier información relacionada con los artículos anteriores. Además de la prohibición de los anticonceptivos, estas leyes también prohibían la distribución de información sobre el aborto con fines educativos. Las restricciones al control de la natalidad contenidas en las leyes Comstock quedaron efectivamente anuladas por las decisiones de la Corte Suprema Griswold contra Connecticut (1965) y Eisenstadt contra Baird (1972). Además, el Congreso eliminó las restricciones a la anticoncepción en 1971, pero dejó en pie el resto de las leyes Comstock.()</ref> Por tanto, la historia del desarrollo de los anticonceptivos orales está estrechamente ligada al movimiento de control de la natalidad en los Estados Unidos y a los esfuerzos de las activistas Margaret Sanger, Mary Dennett y Emma Goldman. Basado en investigaciones fundamentales realizadas por Gregory Pincus y métodos sintéticos para la progesterona desarrollados por Carl Djerassi en Laboratorios Syntex S.A. y por el químico estadounidense Frank Colton (1923-2003) en G.D. Searle & Co., el primer anticonceptivo oral, Enovid, fue desarrollado por G.D. Searle & Co. y aprobado por la FDA en 1960. La formulación original incorporaba dosis excesivas de hormonas y provocaba efectos secundarios graves. No obstante, en 1962, 1.2 millones de mujeres estadounidenses tomaban la píldora y en 1965 el número había aumentado a 6.5 millones. La disponibilidad de una forma conveniente de anticonceptivo temporal provocó cambios dramáticos en las costumbres sociales, incluida la ampliación de la gama de opciones de estilo de vida disponibles para las mujeres, la reducción de la dependencia de las mujeres de los hombres para la práctica anticonceptiva, el fomento del retraso del matrimonio y el aumento de la convivencia prematrimonial.

## 1970-década de 1990
En 1971 Akira Endo, un bioquímico japonés que trabajaba para la compañía farmacéutica Sankyo Co., identificó a la mevastatina (ML-236B), una molécula producida por el moho Penicillium citrinum, como un inhibidor de HMG-CoA reductasa, una enzima crítica para la producción de colesterol. Las pruebas con animales mostraron un muy buen efecto inhibidor al igual que los ensayos clínicos, sin embargo un estudio a largo plazo en perros encontró efectos tóxicos a altas dosis, dando como resultado el creer que la mevastatina era demasiado tóxica para uso humano. La mevastatina nunca se comercializó debido a sus efectos adversos como tumores, deterioro muscular y, a veces, muerte en perros de laboratorio.
P. Roy Vagelos, científico jefe y más tarde director ejecutivo de Merck & Co., estuvo interesado y realizó varios viajes a Japón a partir de 1975. En 1978, Merck había aislado la lovastatina (mevinolina, MK803) del hongo Aspergillus terreus, comercializado por primera vez en 1987 como Mevacor.
En abril de 1994 los resultados del Scandinavian Simvastatin Survival Study (Estudio escandinavo de supervivencia con simvastatina), un estudio patrocinado por Merck, fueron publicados. Los investigadores probaron la simvastatina, comercializada después como Zocor, en 4 444 pacientes con colesterol alto y enfermedades del corazón. Después de cinco años el estudio concluyó que los pacientes tuvieron una reducción del 35% en sus niveles de colesterol, y que sus probabilidades de morir por un infarto agudo de miocardio se redujeron en 42%. Endo recibió el Premio Japón en 2006 y el Premio Lasker en 2008, por su "investigación pionera sobre una nueva clase de moléculas" para "reducir el colesterol"

## Siglo XXI
Desde hace varias décadas, los biofarmacéuticos han ido ganando importancia en comparación con los tratamientos con moléculas pequeñas. El subsector de la biotecnología, el de salud animal y el sector farmacéutico chino también han crecido sustancialmente. En el aspecto organizativo, las grandes corporaciones farmacéuticas internacionales han experimentado una disminución sustancial de su participación en el valor. Además, el sector genérico básico (sustituciones de marcas sin patente) se ha devaluado debido a la competencia.

### Impacto de fusiones y adquisiciones farmacéuticas (M&A)
Un artículo de 2022 articuló esta noción de manera sucinta al decir: "en el negocio del desarrollo de medicamentos, los acuerdos pueden ser tan importantes como los avances científicos", lo que generalmente se conoce como pharmaceutical M&A (mergers and acquisitions, es decir, fusiones y adquisiciones farmacéuticas). El artículo destacó que algunas de las soluciones más impactantes de principios del siglo XXI solo fueron posibles gracias a actividades M&A, señalando específicamente a pembrolizumab y adalimumab.

## Futuro
Las áreas de mejora son una correcta planificación de estudiantes en las facultades, una más clara estrategia y objetivos de las Facultades de Farmacia, y un mayor desarrollo de la Atención Farmacéutica en la Oficina de Farmacia y otros ámbitos. A principios del s. XXI la Farmacia en España se acerca a la Medicina desde una especialización profunda y científica en todas las ciencias farmacéuticas (incluida la farmacología) con múltiples e interesantes campos de aplicación práctica profesional (hospitales, atención primaria, administración sanitaria, industria farmacéutica, centros de investigación y docencia universitaria y en las oficinas de farmacia).
Los constantes cambios tecnológicos han originado una serie de agencias internacionales como la EMA, FDA o la OMS en donde farmacéuticos, médicos y otros científicos trabajan en equipos para evaluar y controlar posibles riesgos sanitarios en la población, ampliando así el área de servicios farmacéuticos.